# تاريخ المسيحيين العرب

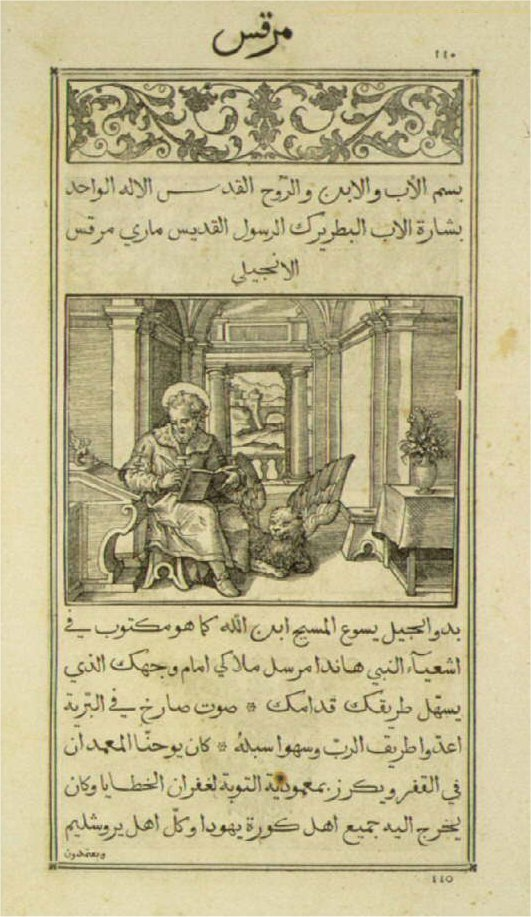
إحدى نسخ العهد الجديد باللغة العربية ترقى للعام 1590 ومزودة بالرسوم والأيقونات.

دخلت المسيحية إلى مناطق العرب التاريخية في شبه الجزيرة حوالي القرن الثاني وبحسب عدد من قدماء المؤرخين العرب أمثال الطبري وأبي الفداء والمقريزي وابن خلدون والمسعودي أن بضعًا من تلاميذ المسيح هم من بشرّوا في أصقاع الجزيرة العربية، وقد تقوّت المسيحية العربية فيها بعد تنصّر قبائل كبيرة كليًا أو جزئيًا أمثال تغلب وطيء وكلب وقضاعة وتنوخ فضلاً عن المناذرة مؤسسي المملكة العربيّة جنوب العراق والغساسنة مؤسسي المملكة العربيّة في الأردن وجنوب سوريا سيّما حوران، وعدد من القبائل الأخرى. عقب ظهور الإسلام في القرن السابع، تعاون أغلب المسيحيون المشرقيون من عرب وسواهم مع الفاتحين وتمازجوا مع ثقافتهم فضلاً عن اعتناق قسم من هذا النسيج للدين الجديد، وتم حفظ أغلب الكنائس والأديرة سالمة، إلى حريّة ممارسة الشعائر دون قيود سيّما أيام الدولة الأموية والعصر العباسي الأول؛ إلا أنه مع العصر العباسي الثاني سيّما خلال وإبان خلافة المتوكل على الله تعرّض المسيحيون إلى اضطهادات جمّة وسوء في المعاملة، أدى ذلك إلى اختفاء المسيحية بين القبائل العربيّة من جهة، وهجرة الحضر من المسيحيين نحو الجبال وغيرها من المناطق العصيّة؛ يسجل التاريخ اللاحق تكررًا للاضطهادات، أيام المماليك والعثمانيين، ويُفترض أن الخط الهمايونى الذي صدر عام 1856 هو أول وثيقة ساوت بين المسلمين وغيرهم من مواطني الدولة، ولاحقًا أكدّت الدساتير المحليّة لمختلف الدول فضلاً عن الشرائع الدوليّة على هذا الحق، علمًا أن المرسوم المذكور - كالقررات التمييزية المطبقة قبله - يُفترض أنه مستمد من الشريعة الإسلامية والمذهب الحنفي على وجه الخصوص.
نشطت الهجرة المسيحية في القرنين الثامن عشر والتاسع عشر وتسارع مع نوائب القرنين العشرين والحادي والعشرين أبرزها غزو العراق، فهو ممتد من أستراليا إلى أوروبا وأمريكا الشمالية ونظيرتها الجنوبية، وقد سطع نجم عدد وافر من الشخصيات العربية المسيحية المهجريّة في مناصب سياسية واقتصادية بارزة، علمًا أن المسيحيين العرب يحتفظون بهويتهم الأصلية عن طريق «أبرشيات المهجر» وغيرها من المؤسسات.
تشكل البرازيل أكبر تجمّع سكاني لمسيحيين عرب، وتشكل مصر أكبر تجمّع داخل الوطن العربي في حين يشكل لبنان التجمع الأعلى من حيث النسبة؛ هناك تواجد ملحوظ للمسيحيين العرب في سوريا والأردن وفلسطين وإسرائيل وبعض الدول المجاورة كتركيا سيّما في أنطاكية، إلى جانب جماعات أصغر حجمًا في العراق والكويت والبحرين ودول المغرب العربي؛ ولا يزال للطوائف المصنف أتباعها كعرب، دور بارز في المجتمع العربي، لم ينقطع، لعلّ أبرز مراحله النهضة العربية في القرن التاسع عشر، كما لهم اليوم دور فاعل في مختلف النواحي الاجتماعية والاقتصادية والسياسية.

## في الجاهلية
لم يكتب العرب تاريخهم قبل القرن التاسع أو الثاني للهجرة، وكانت معظم اهتماماتهم حين بدأ التأريخ تتلخص في تدوين التاريخ العام، وبشكل خاص تسجيل الشعر الجاهلي والمفردات اللغوية المنقرضة أو التي كادت، والأمثال والحكم وبعض الشذرات التاريخية، فلم يبدوا اهتمامًا واسعًا بالمسيحية بين العرب، أو بأي من الديانات، مما فسح المجال لتضارب الروايات وضعف البينات طوال قرون عدة. ومنذ نهاية القرن التاسع عشر وبداية القرن العشرين ساهمت الاكتشافات الأثرية في شبه الجزيرة العربية واليمن من أبنية مسيحية، كأطلال الكنائس والأديرة أو الرقم وما عليها من كتابات ذات مدلول ديني، مع مقابلة مختلف الروايات ببعضها بعضًا، واهتمام المستشرقين الحثيث، في إيضاح الصورة عن المسيحية العربية في الجاهلية قبل الإسلام.
بداية، فإنّ العهد الجديد يذكر صراحة وجود عرب في القدس حين حلّ الروح القدس على التلاميذ الاثني عشر،أعمال 2/41] وذكر القديس بولس في رسالته إلى غلاطية أنه أقام في «بلاد العرب» مبشرًا قسطًا من الزمن،غلاطية 1/17] وأغلب الظنّ أن «بلاد العرب» التي قصدها هي «الولاية العربية» التي تشمل حاليًا الأردن وحوران وسائر جنوب سوريا، وكانت عاصمتها بصرى الشام. فيستنتج إذن، بناءً على العهد الجديد دخول المسيحية الباكر بين العرب، يضاف إلى ذلك ما رواه الطبري وأبو الفداء والمقريزي وابن خلدون والمسعودي مجتمعين، بأن تلامذة المسيح هم من انتشروا في الجزيرة العربية مبشرين بالدين، ومنهم على وجه الخصوص متى وبرثلماوس وتداوس، وقبلاً كان مؤرخون سريان ويونان قد عدّوا العرب «ضمن الشعوب المتنصرة» ومنهم أوسابيوس القيصري وأرنوبيوس من القرن الثالث وثيودوريطس من القرن الخامس.

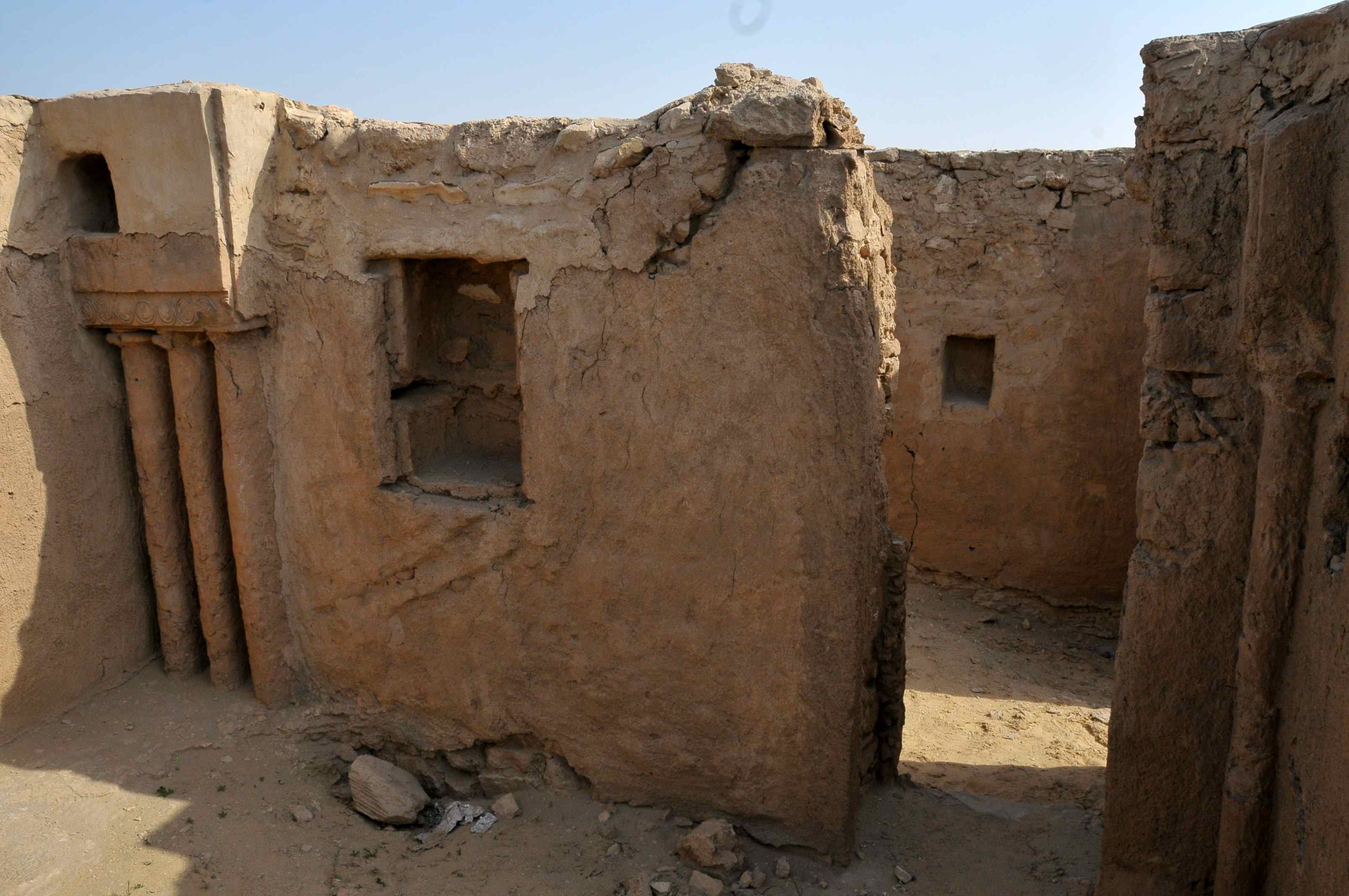
أطلال كنيسة نسطورية في الجبيل.

على سبيل المثال، من المعروف أن إدراة الأردن تحت الحكم الروماني كانت خاضعة لقبيلة قضاعة، ومن الثابت أن هذه القبيلة قد اعتنقت المسيحية منذ عهد الملك مالك بن فهم كما ذكر اليعقوبي، وبعد أن زالت سلطة بني قضاعة تلاهم بني سليح وهم أيضًا من «نصارى العرب» كما صرّح المسعودي في «مروج الذهب» وأخيرًا حكم تلك المناطق قبيلة غسان الذين أثبت كونهم مسيحيين المسعودي في «مروج الذهب» وابن رسته في «الأخلاق النفيسة» وأبو الفداء والنويري وغيرهم، وهناك أبيات شعر للنابغة الذبياني يشيد فيها بملوك غسان مهنئًا إياهم بعيد الشعانين، وأوسابيوس القيصري في القرن الثالث يقول أن أغلب سكان «جنوبي بلاد الشام» من العرب من المسيحيين مع اختلاط بيهود وبعض البطون التي حافظت على الوثنية. وفي البلقاء وغور الأردن كانت البلاد خاضعة لحكم الضعاجمة الذين اعتنقوا المسيحية خلال عهد داود بن الهبولة أواخر القرن الثاني، وبالقرب منهم كان الأنباط بدورهم مسيحيين وقد احتفظوا بدينهم حتى بعد ظهور الإسلام كما أثبت ياقوت الحموي وقال بديع الزمان الهمذاني. أما في سيناء وهي أيضًا من المناطق التاريخية لانتشار القبائل العربية، والتي كانت تتبع إداريًا للكنيسة المصرية ومقرها الإسكندرية، فقد انتشرت المسيحية بقوّة أيضًا، وبحسب التقليد فإن ميتا الذي خلف يهوذا الإسخريوطي هو من بشر في سيناء، وبعيدًا عن التقاليد الكنسية هناك وثائق من أواخر القرن الثالث لديونيسيوس بابا الإسكندرية يذكر فيها رعاياه من العرب في سيناء، وما لاقوه من اضطهاد أيام الإمبراطور ديوكلطيانوس.

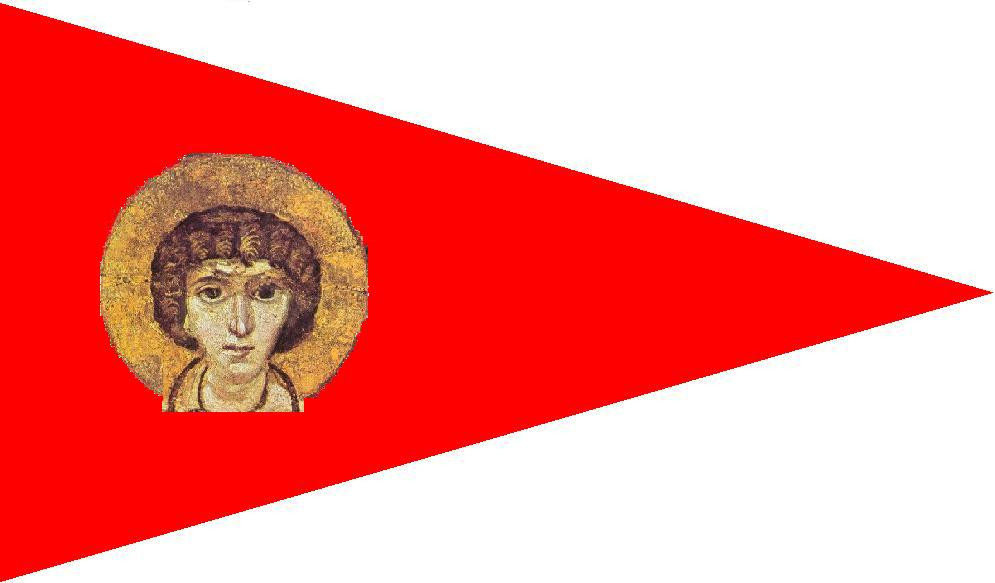
راية الغساسنة يعلوها أيقونة للقديس سرجيس، شفيع المسيحيين العرب.

وقد كان لليمن حصة هامة في المسيحية العربية، وقد ذكر مؤرخون من أمثال روفينوس وهيرويزوس أن متى هو مبشر اليمن والحبشة، وبينتانوس الفيلسوف ترك الإسكندرية في القرن الثاني وتوجه نحو اليمن مبشرًا كما قال أوسابيوس، وربما ظلّت المسيحية خلال المرحلة الأولى في المناطق الساحلية متأثرة بمواكب التجارة البيزنطية، ومما يؤخذ من أمهات كتب العرب كتاريخ المسعودي وسيرة الرسول لابن هشام أنّ المسيحية تقوّت خلال القرن الثاني ودخلت في خصومة مع اليهودية منذ القرن الثالث، خصوصًا بعد ارتداد الملك عبد كلال بن مثوب إلى المسيحية من اليهودية حوالي عام 273، ثم ارتد خليفته من بعده إلى اليهودية مجددًا ويبدو أنه عادوا إلى المسيحية قبل 458 حيث اكتشفت نصوص حميرية عن كنيسة شيدها الملك في ذلك العام، ولعله الملك مرثد بن عبد الكلال، غير أنه وبعد هذا كما قال الثعالبي والفيروزآبادي وغيرهما أن «أغلب ملوك اليمن وشعبه كانوا من المسيحيين». كما كان للمسيحية في عُمان عدة قبائل وأساقفة ذكرهم ياقوت، وكذلك هو الحال في الساحل الشرقي أي قطر والبحرين والإمارات حاليًا، فإلى جانب الوثنية التي لم تختف من تلك النواحي فإن بني تميم إحدى أكبر قبائل العرب كانوا من المسيحيين يرأسهم المنذر بن سادي ومن مشاهير تلك الحقبة بشر بن عمرو وطرفة بن العبد. ويذكر أيضًا تنصّر قسم كبير من قبيلة إمرئ القيس وهم غالبية سكان الساحل الشرقي؛ وإلى جانب الجزيرة العربية وبادية الشام فإن العراق سيّما جنوبه كان دومًا موطنًا للقبائل العربية، جلّ هذه القبائل كانت قد اعتنقت المسيحية ولعل أبرزها وأكثرها شهرة المناذرة، وأول ملوكها جذيمة الأبرش الذي اتخذ من الأنبار عاصمة له، وقد تعاقب سلسلة من الملوك المسيحيين حتى الفتح الإسلامي في القرن السابع، وإلى جانب المناذرة كان بنو إياد من عرب العراق مسيحيين وقد أثبت ذلك البكري في كتابه «معجم ما استعجم» وكذلك حال بني لخم. وذكر ابن خلكان أن جميع قبائل العراق اليمانية الأصل قد تنصرّت بما فيه تيم اللات وكلب والأشعريون وتنوخ ومنها انتقلوا نحو البحرين وذلك خلال القرن الرابع. ولم يكن انتشار المسيحية أقل في الجزيرة الفراتية حيث قطن بنو بكر وبنو مضر وكلاهما من القبائل التي اشتهرت بالمسيحية وتكريم القديس سرجيس على وجه الخصوص. وقد أثبت مسيحية بني مضر وبني ربيعة وكذلك بني إياد جملة من المؤرخين السريان واليونان وكذلك المسلمين أمثال ابن قتيبة في «كتاب المعارف» وفي كتاب «السيرة الحلبية» وقال ماروثا أسقف تكريت أن تحت ولايته ثلاثة أساقفة لبني معذ وبني تنوخ؛ وفي تدمر العربية وقربها القريتين آثار مسيحية وبقايا كنائس ونقوش تشير إلى انتشار المسيحية فيها فضلاً عن مقام للقديس سرجيس، وقد صرّح ياقوت الحموي أن سكان النبك والقريتين كانوا حتى أيامه «جميعهم من النصارى» وذلك في القرن الثالث عشر. وعمومًا فإن القبائل العربية التي سكنت سوريا قبل الإسلام أغلبها من بني غسان وتغلب وتنوخ سيّما فرعها كلب وجميع هذه القبائل لم يشكك قدماء أو معاصرو المؤرخين بصحة كونها قبائل مسيحية.

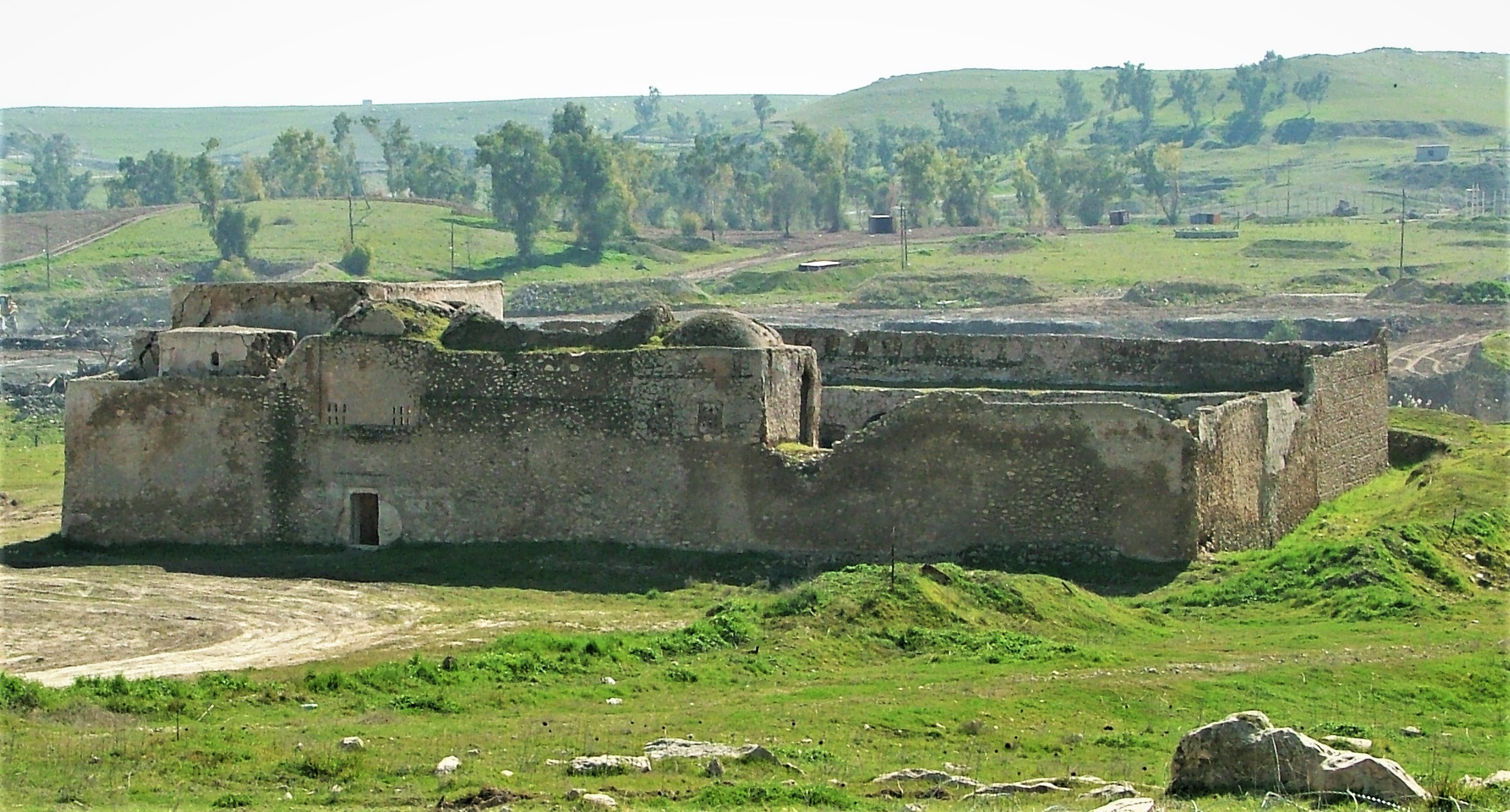
أطلال دير مار إيليا الذي بناه المناذرة، حكام العراق من العرب.

ويبدو أنه في المدينة المنورة كان يوجد نوع خاص من الطوائف المسيحية التي نبذتها الكنيسة الرسمية واعتبرتها هرطقة، كانت تؤله مريم العذراء وتقدّم لها القرابين، وقد ذكر هذه الطائفة عدد من المؤرخين أمثال أبيفانوس متفقًا بذلك مع ابن تيمية الذي أسماهم «المريمين»، كذلك فقد أشار الزمخشري والبيضاوي لهذه الطائفة في تفسير القرآن. إلى جانب طائفة أخرى عرفت باسم «الداوديين» لمغالاتهم في تكريم النبي داود وصنفها البعض من المؤرخين المعاصرين على أنها بدعة يهودية - مسيحية، وكشف الخوري عزيز بطرس عن وثائق تقول أنه للمشارقة أسقف في يثرب وثلاث كنائس على اسم إبراهيم وأيوب وموسى، وقال الطبري أن قبر أحد تلامذة المسيح موجود في وادي العقيق المجاور للمدينة، غير أن المسيحية ظلت فيها أقلية بل أقلية ضئيلة كما قال هنري لامنس. وفي مكة اعتنق بنو جرهم المسيحية على يد سادس ملوكهم عبد المسيح بن باقية، وأشرفوا على خدمة البيت الحرام قسطًا من الزمن، وتنصر معهم بنو الأزد وبنو خزاعة وقد أثبت ذلك أبو الفرج الأصفهاني. ومن دلائل وجود مسيحية في مكة أيضًا مقبرة المسيحيين خارج المدينة نحو طريق بئر عنبسة كما ذكر المقدسي، فضلاً عن اعتناق هذا الدين من قبل بعض أسر قريش ومنهم عبيد الله بن جحش وعثمان بن الحويرث وزيد بن عمر وورقة بن نوفل وآخرون، ذكرهم جميعًا ابن هشام.
ويقول المستشرق سوزومان أن العرب عمومًا اعتنقوا المسيحية بجهود الكهنة والرهبان «السيّاح» الذين انتشروا في تلك الأصقاع، وزادت قوة المسيحية بتنصّر كبرى القبائل، فانتظمت في أبرشيات عديدة ورسم عليها أساقفة ورؤساء أساقفة. وبذلك فإنه يُرى ضمن أسماء الأساقفة الموقعين على أعمال المجامع المسكونية في مجمع نيقية ومجمع القسطنطينية ومجمع أفسس أسماء عرب مثل «الحارث» و«عبد الله» و«وهب الله»، وقد انقسم أساقفة العرب إلى حضر يقيمون في المدن، و«أساقفة خيام» أو «أساقفة الوبر» ويقيمون في الخيام وينتقلون مع قبائلهم من مكان إلى آخر، وبلغ عدد الأساقفة العرب لدى الأنباط وحدهم أربعين أسقفًا كما روى ابن دريد.
وعمومًا فإن المسيحيين العرب في بداياتهم، كانوا يستخدمون الترانيم السريانية خلال المرحلة الأولى، وفي المرحلة التالية نظمت أشعار وألحان كنسية عربية أنقذ البعض منها اليوم ومنها هذه الأبيات للشاعر أمية بن أبي الصلت:

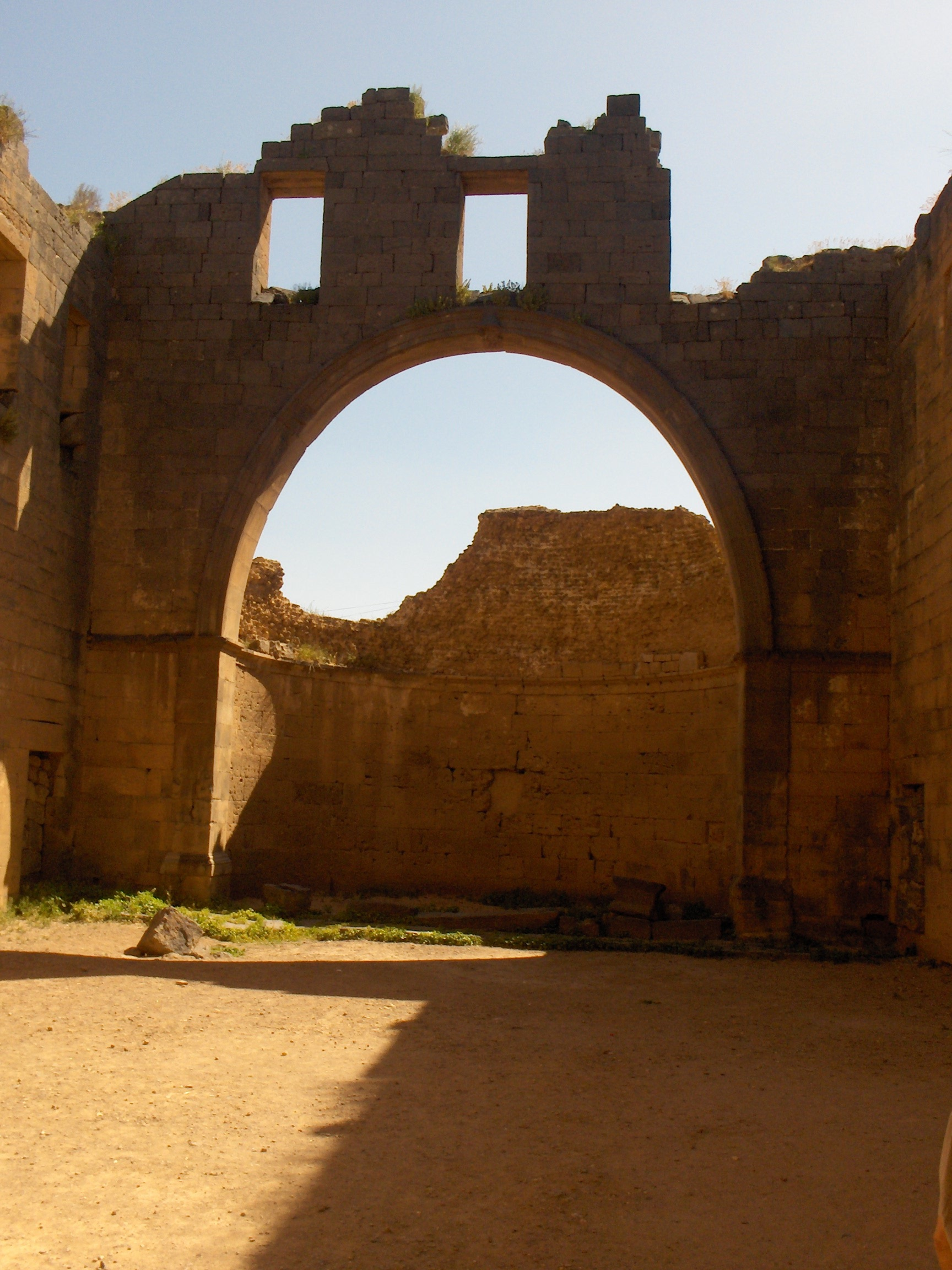
كاتدرائية بصرى الشام عاصمة «الولاية العربية» أيام الإمبراطورية الرومانية وقد ساس الولاية بنو قضاعة ثم بنو سيلح وأخيرًا بنو غسان، وجميعهم من نصارى العرب.

كما تمت حركة ترجمة نشطة للكتاب المقدس إلى العربية، ومن أعلام فترة العرب قبل الإسلام طيطس رئيس أساقفة بصرى المقارع لماني وماوية «ملكة العرب» التي حاربت الرومان وفتحت البلاد حتى حدود مصر، ولم ترض بمصالحة الرومان ما لم يرسلوا لها الناسك موسى. وإيليا البطريرك العربي الذي غدا رئيس أساقفة القدس وتوفي عام 513، والقديس أفتيم الذي جال في نواحي الجزيرة مبشرًا بالمسيحية كما ذكر معاصروه من المؤرخين أمثال كيرلس سيتوبوليس، وهناك أيضًا الأربعون شهيدًا الذين سقطوا عام 309 في سيناء خلال غارة قام بها وثنيون عرب على صوامعهم في جبل موسى، وأقيم فوق موقع الحدث دير طرى المعروف أيضًا باسم دير الأربعين تكريمًا لهم، ومنذ ذلك الحين حصّن الرهبان أديرتهم بشكل جيد وكان أقواها دير طور سينا المبني بأمر من الإمبراطور يوستنيان وكان يحوي عددًا من الأساقفة واللاهوتيين. يضاف إلى هؤلاء القديسين سلسلة الملوك الغساسنة والمناذرة وعدد من الشعراء أمثال قس بن ساعدة الإيادي وطرفة بن العبد وأمية بن أبي الصلت وعمرو بن هند وسواهم. على الصعيد التنظيمي أيضًا كان رئيس أساقفة اليمن له لقب «جاثليق» وهو اللقب الذي يلي البطريرك في الرتبة، وقد جمعت علاقة خاصة بين أهل اليمن والكنيسة السوريّة، كما يستدل من بعض ميامير أفرام السرياني وسيرة سمعان العمودي والمؤرخ فيلسترجيوس الذي قال أن قرى ومستعمرات ناطقة بالسريانية أقيمت في اليمن، ومنها دخل الخط السرياني إلى قبائل قحطان وحمير فساعد في تطوير الخط العربي. كما ذكر ابن خلدون وابن هشام في «سيرة الرسول» وياقوت الحموي كذلك أن نجران عاصمة اليمن كان جميع أهلها من المسيحيين، وعندما ارتد الملك ذو النواس إلى اليهودية رفض أهل النجران العودة إليها، فأحرق منهم عشرين ألفًا كما روى ابن اسحق في الأخاديد، وقد ذكرت القصة في القرآن. على أن الإمبراطور أغاظه ما حل بمسيحيي اليمن فطلب من النجاشي في الحبشة احتلال البلاد والقضاء على ذي النواس، ففتح الحبشيون اليمن ودام حكمهم فيه حتى 575، وقد شجع الحبشيون المسيحية في اليمن فازدهرت وتقوّت حتى كادت الوثنية تنقرض، وشيّد الحكام بناءً فخمًا شهد له القدماء بجماله وفخامته تكريمًا لقتلى الأخدود وزيّن البناء بالحلي والجواهر والقناطر ودعته العرب «كعبة نجران» وأشرف عليها بنو عبد المدان من بني الحارث، إلى جانب كنيسة القليس التي يكاد لا يخلو كتاب في تاريخ العرب من ذكرها لشهرتها، وقيل أنها بنيت لجذب الناس عن كعبة مكة وقيل أيضًا لجذب الناس عن قصر غمدان محج وثنيي اليمن. وفي المرحلة اللاحقة قاوم اليمنيون سيطرة الحبشة وأرادوا استقلالهم وقاد المقاومة سيف بن ذي يزن وهو بدوره مسيحي كما جاء في كتاب «أنساب العرب» لسلمة بن مسلم، وخلفه ابنه معدي كرب.
يمكن الاستدلال على قوة المسيحية العربية من كثرة الأديرة وانتشارها وقد ظلّ بعضها قائمًا حتى القرن العاشر واهتمّ ياقوت الحموي بجمعها فذكر دير يوب ودير بونا ودير سعد في الأردن، ودير الجماجم الذي بناه بنو عامر شكرًا لله بعد ظفرهم على بني ذبيان ودير الحريق في الحيرة، فضلاً عن دير يونس ودير الصليب ودير الأعور قرب الكوفة، ودير الثعالب المنسوب إلى بني ثعلبة إحدى القبائل المسيحية في العراق، ودير هند الكبرى المشاد على اسم أم عمرو بن المنذر الشهير باسم عمرو بن هند وابنة الحارث بن عمرو، وأديرة أخرى كثيرة ذكرها ياقوت الحموي.

## في صدر الإسلام
عندما ظهر الإسلام في القرن السابع واستخدم القرآن ألفاظًا مثل «نصرانية» و«عيسى بن مريم» و«يحيى» و«يونس» و«حواريين» فهو استخدم المصطلحات التي كانت شائعة بين عرب الجزيرة ولم يأت بمفرادت جديدة، أي أن المسيحيين العرب حينها استخدموا هذه الألفاظ للدلالة على أنفسهم ولم يقم الإسلام سوى باستخدامها، تمامًا كمفردات أخرى ظلّت في المسيحية كما هي ووردت في القرآن أمثال «نسك» و«رهبانية»، وتجدر الإشارة أن المؤرخين العرب المسحيين لم يجدوا حرجًا في استعمال هذه المصطلحات حتى القرن التاسع عشر أمثال يوسف الدبس من لبنان وإقليمس داود من العراق، غير أنه ومنذ القرن العشرين، باتت اللغة الرسمية في الكنيسة تفضل «يسوع» و«مسيحيين». هناك ألفاظ أخرى وردت في القرآن وكانت شائعة بين المسيحيين العرب أمثال «محرر» في سورة آل عمران 31 للدلالة على النذير و«قس» في سورة المائدة 82، أما الكاهن لم يستعمله المسيحيون العرب، وجاء ذلك كما بُرر في لسان العرب لأن كل من تعاطى علمًا دقيقًا أسمته العرب كاهنًا، ومنهم من سمّى الطبيب كاهنًا، فلكي لا يختلط الأمر بين السحر والشعوذة والطقوس سمّى العرب رجال دينهم قسسًا المستمدة من السريانية.
سوى ذلك، فيرى أن العلاقة بين النبي محمد والمسيحيين كانت ودية للغاية، فقد تجادل عشرة أساقفة من نجران مع النبي في شؤون لاهوتية ومنحوا الأمان في دينهم لقاء ضريبة «الجزية» التي تدفع مقابل عدم الاشتراك في الخدمة العسكرية بلغت قيمتها 80 ألف درهم، ولمناسبة هذا النقاش نزل الوحي على النبي بسورة آل عمران وهي عائلة مريم العذراء في المعتقدات الإسلامية، ومن جملة الرسائل التي بعث بها النبي إلى الملوك العرب والعجم وأغلبهم من المسيحيين رسالة إلى ملك عمان جيعز بن الجلندي وهو مسيحي؛ ومع تعاظم شأن الإسلام اعتنقت عدة قبائل عربية الدين الجديد ومنهم قبيلة حنيفة في عام الوفود، إلى جانب إسلام قبيلة عبد القيس التي شكلت أغلب سكان البحرين ونواحيها، وفي العام نفسه اتفق بنو الحارث بن كعب مع النبي على الاحتفاظ بدينهم كما قال ابن سعد في «كتاب الوفادات». ويرى نضال الصالح أن المسيحيين لم يكونوا في مواجهة مع الإسلام طوال البعثة النبويّة، إذ كان النبي حينها مشغولاً بمقارعة وثنيي قريش ويهود المدينة، على العكس من ذلك فقد قدمت الحبشة المسيحية ملجأ للمسلمين في بداية دعوتهم هربًا من الاضطهادات المتكررة في الحجاز. يذكر في هذا الصدد استثناء متعلق بغزوة مؤتة وغزوة ذات السلاسل اللتين حصلتا في العام الثامن من الهجرة، ولم يحقق المسلمون نصرًا، ووقفت قبائل العرب ضد الجيش الإسلامي فيها.
وبعد وفاة النبي عادت عدة قبائل كانت قد اعتنقت الإسلام إلى المسيحية ومنهم بنو عقيل سكان اليمامة فجرّد لهم أبو بكر حملة عسكرية لمحاربتهم وكان ذلك «أول حرب أهلية طائفية بين عرب مسيحيين وعرب مسلمين»؛ أما بنو كلب الذين كانوا قد انقسموا إلى فريقين قسم حافظ على المسيحية وآخر دخل في الإسلام، عادوا جميعهم إلى المسيحية فقاد خالد بن الوليد حملة عسكرية ضدهم، أفضت إلى مجزرة حيث قُتل جميع الأسرى من مسيحيي بني كلب ومعهم مجموعة قبائل متآلفة معهم في دومة الجندل ولم ينج سوى القليل. ثم جاء عمر بن الخطاب وأخرج حديثًا مفاده أنه لا يجتمع في جزيرة العرب دينان، ولذلك خيّرت القبائل بين الإسلام أو الهجرة، فأسلمت بعضها وهاجر بعضها الآخر إلى بلاد الشام وبعضها الآخر إلى الأناضول في تركيا، وحصلت معارك عسكرية في بعض المواقع؛ وكان أقسى الأمر إجلاء مسيحيي نجران عنها وقد بلغ عددهم أربعين ألف مقاتل، وربما كان سبب الإجلاء خشية تنامي نفوذهم وقوتهم. ويبدو أن الخلافة الراشدة لم تنفذ هذا الحديث بشكله الكلي، فمن الثابت وجود أسقف للمشارقة في نجران حتى القرن الثامن، وجاء في كتاب الفهرست لابن نديم اجتماع المؤلف مع رهبان من نجران عام 988، وبحسب تقويم الكنيسة ذاتها فإنه وحتى عام 1260 كان يوجد خمسة أساقفة في اليمن يرأسهم رئيس أساقفة صنعاء، حين قضى المماليك على المسيحية فيها وبلغ عددهم 10,500 شخص من بضعة مئات آلاف شكلوا سكان اليمن؛ ويبدو أن المسيحيين في جزيرة سقطرة استطاعوا الصمود لفترة أطول حتى القرن الخامس عشر كما يستدلّ من كتابات ماركو بولو الذي قال أن مسيحيي سقطرة يتبعون الكنيسة الكلدانية وهم نحو عشرة آلاف رجل عصوا على المماليك حتى 1480، ويستدلّ على ذلك أيضًا من كتابات القديس فرنسيس كسفاريوس الذي زار تلك الأصقاع مع بداية العهد العثماني. كما أنه أواخر القرن السابع عُقد مجمع كنسي محلي في العراق وقع عليه أساقفة من قطر والبحرين ما يدلّ على عدم انقراض المسيحية في تلك النواحي، لتكون بداية القرن الثامن موعد ذلك، وقد نقلت بعض الوثائق العائدة للبطريرك أيشوعاب الثالث أن القبائل التي تبعت كنيسته في عمان قد اعتنقت الإسلام هربًا من فرض تسليم «نصف ثروات المسيحيين لمسلمين»، وهو ما دفع قسمًا آخر للهجرة نحو الأحواز، ولايمكن تعميم ما حصل في عمان على سائر المناطق، علمًا أنه في الأحوال العاديّة كان مقدار الجزية أربع دنانير ذهبية للأغنياء وديناران لمتوسطي الحال ودينار واحد عن الأحداث، ويعفى منها الفقراء والمسنون وذوو العاهات ورجال الدين والنساء.
في بلاد الشام والعراق كان الوضع أكثر انفتاحًا، فمن ناحية ساهم المسيحيون العرب في الفتح بشكل فاعل، سواءً ضد الفرس أو ضد البيزنطيين، يمكن أن يذكر في هذا الصدد أبو زيد الطائي المسيحي الذي قاتل الفرس في معركة الجسر «حميّة للعرب»، ومعركة البويب حين قامت فرق من قبيلتي تغلب ونمر بزعامة أنس بن هلال النميري بالقتال إلى جانب المسلمين ضد الفرس، وحصل هذا في مواقع أخرى عديدة من فتوح الشام والعراق كفتح تكريت والجزيرة الفراتية، وفي معركة فحل في الأردن حين انسحبت لخم وجذام وغسان من معسكر الروم إلى معسكر المسلمين، وربما يمكن تلخيص هذه الحالة بهذه العبارة المنسوبة إلى المثنى بن حارثة مخاطبًا أنس بن هلال:
| تاريخ المسيحيين العرب | يا أنس إنك إمرؤ عربي وإن لم تكن على ديننا، فإن رأيتني قد حملت على مهران فاحمل معي. | تاريخ المسيحيين العرب |

يجب أن يستثنى من ذلك معركة أليس حين تحالفت قبيلة عجل العربية المسيحية وكذلك قبيلة تيم اللات مع الفرس، وأمر خالد بن الوليد بأن يقتل جميع الأسرى من العرب والعجم، فضربت رقابهم جميعًا بأمره وأجرى الدماء نهرًا؛ ثم ارتكب مجزرة أخرى عندما قتل الغساسنة في مرج راهط يوم عيد الفصح كما ذكر البلاذري، وتقول سعاد الصالح أنّ خالد بن الوليد كان متشددًا مع المسيحيين عكس أبو عبيدة بن الجراح الذي مثل الوسطية والليونة. وكما حصل في الجزيرة العربية، كذلك حصل في الشام، هناك من القبائل من اعتنق الإسلام بالكامل، ومنهم من انقسم كبني كلب وجبلة بن الأيهم ملك الغساسنة الذي اعتنق الإسلام ومعه ثلاثون ألفًا من قبيلته، ورغم ذلك ظلّت المسيحية قويّة لدى بني غسان حتى القرن التاسع أو العاشر. والقسم الثالث من المسيحيين العرب حافظ على دينه ومنهم بنو ثعلبة الذي ذكر عنهم نقاشًا مع عمر بن عبد العزيز في «كتاب المستطرف» وبنو تغلب كبرى قبائل العرب وبنو تميم من المضر العدنانين، وأهل الحيرة عاصمة المناذرة سابقًا، حيث أبلغوا خالد بن الوليد أن لا مانع لديهم من أن يؤول حكم البلاد لعرب مسلمين بدلاً من البيزنطيين أو الفرس لقاء البقاء على دينهم، وقد قبل خالد بشرط كبرى مدن العراق حينها لقاء جزية 60 ألف درهم سنويًا كان أهل الحيرة قادرين على دفعها لغناهم كما أنها موازية بالقيمة تقريبًا لمجمل الضرائب التي كانت تدفع للبيزنطيين، وفي فتح بعلبك وشيزر ومعرة النعمان خرج الرعايا لاستقبال أبو عبيدة بن الجراح «يصحبهم الناقرون على الدفوف والمنشدون وانحنوا أمامه احترامًا»، وفي حمص كان جواب السكان: «إن ولايتكم وعدلكم أحبّ إلينا مما كنا فيه من الظلم والغشم»، ويقول المؤرخ اللبناني والأستاذ السابق في جامعة هارفرد فيليب حتي، أن السوريين من أبناء القرن السابع من سريان وعرب وغيرهم، كان العرب المسلمين أقرب إليهم عنصرًا ولغة وربما دينًا أيضًا من «أسيادهم البيزنطيين الممقوتين»؛ ونظرًا لأهمية دور تغلب السياسي والعسكري، فقد أسقط عمر بن الخطاب عنهم الجزية، ثم طلب أن يمنع التغالبة من تربية أولادهم تربية مسيحية، ما قد كان يعني انقراض المسيحية في تغلب، ورغم ذلك فقد ظلت عدة أسقفيات حتى القرن العاشر في مضارب هذه القبيلة ونواحيها، وربما يعود سبب ذلك لمزيد التسامح الذي انتهجه الأمويون في تعاملهم مع القبائل المسيحية العربية، والمسيحيين عمومًا.

## الأمويون والعباسيون

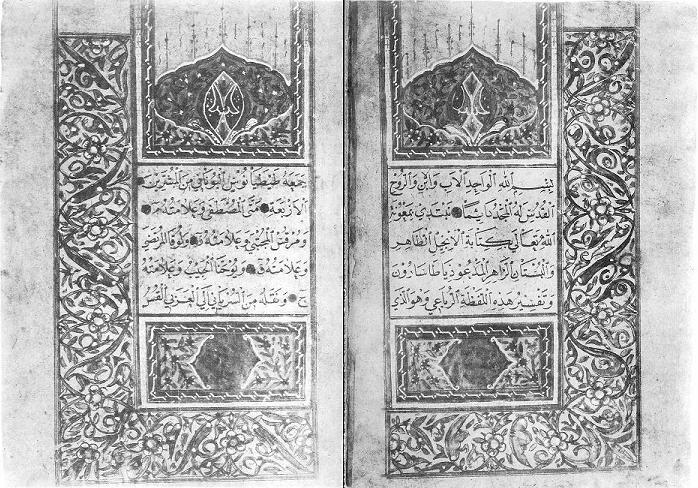
صورة للصفحتين الأولتين من «المخطوط الفاتيكاني عدد 250»، وهو عبارة عن ترجمة عربية لإنجيل الدياسطرون، ويرقى للعصر العباسي.

الاختلاف بين الدولة الأموية ودولة الخلافة الراشدة ومن بينها الاختلاف في التعامل مع غير المسلمين، هو اختلاف ينبع من طبيعة الدولتين ذاتهما، فبينما كانت الخلافة الراشدة «دولة دينية» عاصمتها المدينة المنورة المغلقة على ذاتها في الحجاز وتعتمد على «الشورى» في اختيار الخليفة، كانت الدولة الأموية «دولة مدنية بمرجعية إسلامية» عاصمتها دمشق المتعددة الطوائف والمذاهب والعرقيات تمامًا كسوريا، وتحولت معها الدولة إلى ملكية وراثية بدلاً من الشورى، كذلك اعتمدت التنظيمات السريانية والبيزنطية التي كانت موجودة سابقًا بما فيها الناحيتين الإدارية والعسكريّة، وكما تقول سعاد صالح «فقد قدّم الأمويون الدنيا على الدين». يذكر في هذا الصدد كل من المؤرخ فيليپ حتّي وهنري لامنس وفريد دونر أن زوجة معاوية بن أبي سفيان ميسون بنت بحدل الكلبية كانت مسيحية، وكان طبيب معاوية ووزير ماليته مسيحيًا وشاعر بلاطه كذلك، وسوى ذلك فقد عيّن ابن آثال واليًا على حمص وهو تعيين منقطع النظير في تاريخ الدول الإسلامية، وقد لقب سكان سوريا معاوية «بالمستنير السمح» كما ذكر الطبري والمسعودي.
خلال هذه المرحلة، أخذت المسيحية تتحول إلى طابع اجتماعي خاص في القبائل التي ظلّت عليها، يمكن أن ترى بعض أشعار الأخطل التغلبي في هذا المجال كدليل ساطع، وكذلك قول عبد المسيح بن اسحق الكندي في بداية الخلافة العباسية مفتخرًا بدين قبيلته كندة:
| تاريخ المسيحيين العرب | فليس لنا اليوم فخر نفتخر به، إلا دين النصرانية. الذي هو معرفة الله، ومنه نهتدي إلى العمل الصالح ونعرف الله حق المعرفة، ونتقرب إليه، وهو الباب المؤدي إلى الحياة والنجاة من نار جهنم. | تاريخ المسيحيين العرب |

سمح الأمويون بالاحتفاظ بأغلب الكنائس ولم يمانعوا في ترميمها أو في بناء كنائس جديدة، ورغم أنّ بعض عهود الصلح أيام الراشدين نصّت على منع استحداث كنائس جديدة، إلا أن الأمويين لم يلتزموا بها باستثناء مرحلة عمر بن عبد العزيز وقد روى الطبري أن خالد القسري والي العراق، كان يأمر بنفسه بإنشاء البيع والكنائس، وأبو جعفر المنصور الخليفة، حذا حذوه عندما شيّد بغداد. على صعيد آخر انخرطت أعداد كبيرة من المسيحيين في صفوف الدولة، فكان الوزراء وكتبة الدواوين وأطباء البلاط ومجموعة كبيرة من الشعراء والأدباء من المسيحيين، حتى أن فريقًا من أتباع الكنيسة المارونية وفريقًا من أتباع الكنيسة السريانية الأرثوذكسية تساجلا حول طرق اتحاد طبيعي المسيح - وهو الخلاف الذي تفجّر في أعقاب مجمع خلقيدونية عام 451 - أمام الخليفة معاوية بن أبي سفيان طالبين تحكيمه في الموضوع، فأقرّ الخليفة رأي الموارنة ومنحهم كنائس كانت تابعة للأرثوذكس في حمص وحماة ومعرة النعمان. ونملك اليوم، قولاً يوّصف تلك المرحلة نقلاً عن الجاثليق إيشوعهيب الثالث جاثليق بابل وتوابعها لكنيسة المشرق:
| تاريخ المسيحيين العرب | إنهم ليسوا أعداء النصرانية، بل يمتدحون ملتنا، ويوقرون قسيسينا وقديسنا، ويمدون يد المعونة إلى كنائسنا وأديرتنا. | تاريخ المسيحيين العرب |

ويقول هنري لامنس أن أكثرية بلاد الشام في ختام العصر الأموي سيّما في القرى والأرياف كانت مسيحية سواءً أكانت سريانية أم عربية، واستمر العباسيّون بهذه السياسة التسامحيّة في عصرهم الأول، وقد جاء في «المنتجب العاني» لمؤلفه أسعد علي أن الخلفاء كانوا يحتلفون بالأعياد المسيحية كعيد الميلاد وأحد الشعانين حتى في قصر الخليفة، فيضع الخليفة وحاشيته أكللة من زيتون ويرتدون الملابس الفاخرة، وقد بنيت في بغداد كاتدرائيتان مع تشييد المدينة. ولعلّ أبرز الدلائل والشواهد عن التعايش الديني والعيش المشترك أشعار أبي زيد الطائي والأخطل التغلبي كذلك ما رواه ابن فضل العمري بكتابه «مسالك الأبصار» وما جاء في كتاب «مسالك الممالك» من وصف للحياة بين المسلمين والمسيحيين في البلاد التي زارها، وقد نقل في كتابه ذاته أنه الرها العباسية وجوارها كان هناك ثلاثمائة دير. ومن الثابت أن الأخطل نفسه كان قاضيًا لقبيلة بكر بن وائل المسلمة، وأنه «إذا دخل المسجد وقف له المسلمون احترامًا»، وكانت مجالس اللهو والغناء تضمّ مسيحيين ومسلمين وكذلك حمامات السوق وعددًا من المجالس العامة. وهو ما تدلّ عليه أيضًا كتابات المؤرخين السريان كالتلمحري وميخائيل الكبير وغيرهما، فضلاً عن مراسلات طيموتاوس بطريرك النساطرة الذي جمعته صداقة مع أبي جعفر المنصور حتى لقبه «أبي النصارى»، ويذكر أيضًا عددٌ من الخلفاء والأمراء والولاة كانوا يقيمون خلال تنقلاتهم في الأديرة وقد سجلت أديرة الرصافة ودير زكا ودير القائم قرب البوكمال زيارات لخلفاء عباسيين. على أن بعض الشعراء أمثال الفرزدق وجرير هجوا المسيحية والمسيحيين، ويمكن أن يعيّن المتوكل على الله كصاحب الفضل في بدء سلسلة الاضطهادات على الأقليات الدينية في الدولة العباسية، ونظيره الحاكم بأمر الله في الدولة الفاطمية: فهدمت الكنائس وعلى رأسها كنيسة القيامة ومنع أبناء هذه الأديان من ركوب الخيل ومزاولة بعض الأنشطة التجارية والاقتصادية أو الإقامة في دور مرتفعة، ومنعوا من إطالة شعرهم وأمروا بارتداء ألبسة مميزة صفراء اللون وعسلية الأكمام، وأضاف المتوكل لها عام 854 قوانين أخرى منها «وضع تماثيل لشياطين» أمام أبواب بيوت المسيحيين ومنع وضع شواهد لقبورهم فضلاً عن مضاعفة الجزية، وإسقاط عقوبة المسلم الذي يقتل مسيحيًا والاكتفاء بنصف ديّة، وكل هذا «بهدف الإذلال لا غير»، كما أنهم تحولوا إلى رعايا من الدرجة الثانية وغابت سيادة القانون، فكان البدو يقتحمون الكنائس والأديرة لسلبها على ما يذكر المؤرخ ابن بطريق والمسعودي وغيرهما. وكانت إحدى نتائج ذلك، تحول عائلات وقبائل بكاملها نحو الإسلام، وهجرة المسيحيين من المدن نحو الريف وبعضهم نحو الجبال، وهكذا أخذ الموارنة بالنزوح من وادي العاصي باتجاه جبال لبنان، وكذلك سجلت حركات هجرة مسيحية نحو طور عابدين وماردين وغيرها من الأماكن المنعزلة، كما يحدد القرن العاشر موعدًا لانقراض الأسقفيات والأبرشيات العربيّة وبالتالي اندثار المسيحية بين القبائل العربية، وذهب بعض فقهاء الشافعية والمالكية لإسقاط صفة «أهل الكتاب» عن المسيحيين، وحده الإمام الأوزاعي الملقب «إمام أهل الشام» ومن بقي من طلبته، استنكر كما يقول فيليب حتي «بجرأة أدبية منقطعة النظير» هذه الإجراءات التمييزية، وعارض فتاوى المالكية والحنفية من حيث التدابير الصارمة بحق «المشركين» نظير قطع أشجارهم وهدم كنائسهم وتخريب بيوتهم.

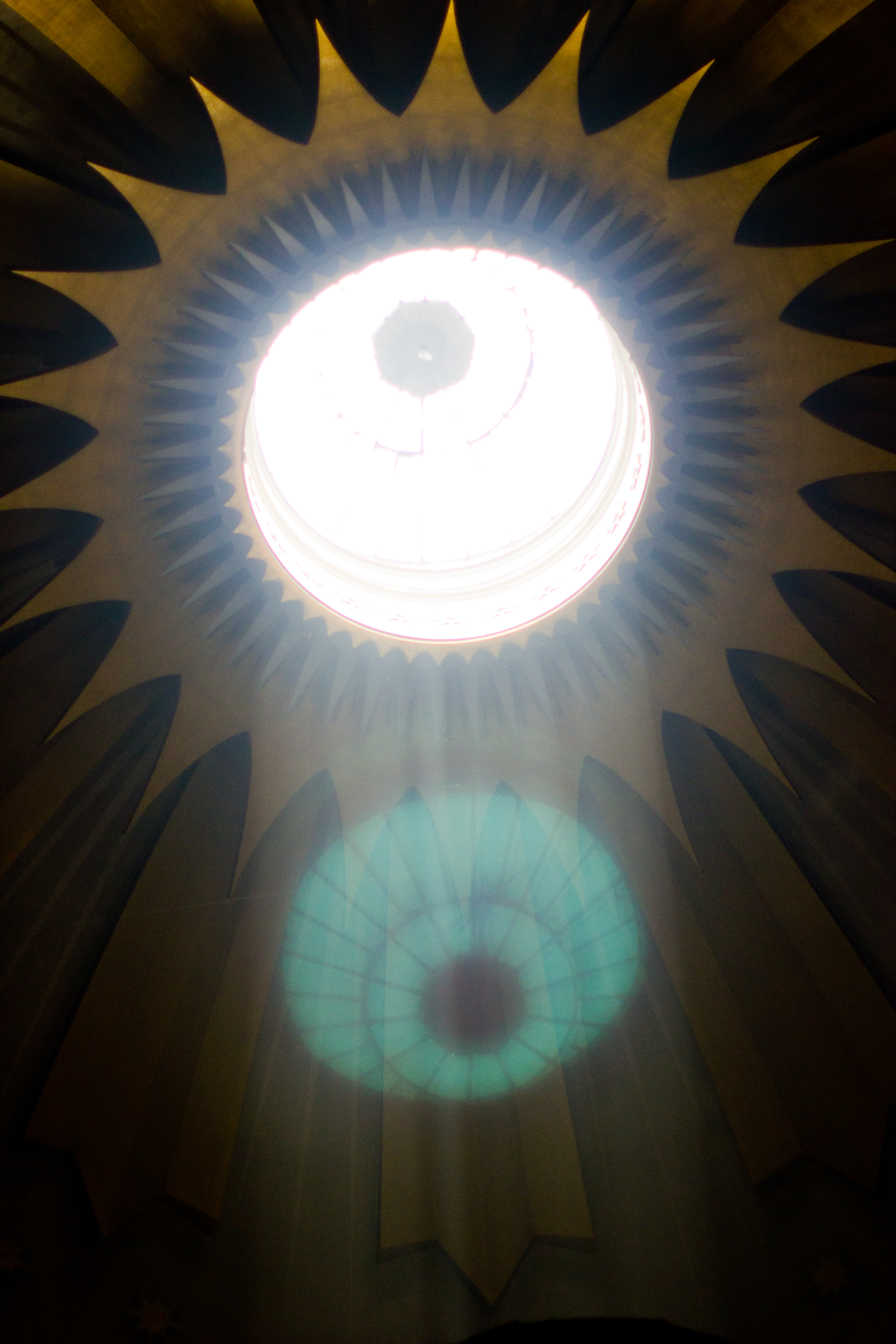
قبة «قيامة يسوع» في كنيسة القيامة.

خلال القرنين الحادي والثاني عشر، كانت بلاد الشام تعاني من حروب أهلية بين الأمراء السلاجقة، والانهيار الاقتصادي وفقدان الأمن بين المدن واستقرار قبائل تركمانية وكردية في مناطقها الشمالية، وصراعات طائفية بين السنة والشيعة والإسماعيلية والعلوية، وبالمختصر كانت البلاد منهكة، وفي هذه الظروف قدمت الحملات الصليبية واحتلوا الساحل الشامي، فقوبلوا بعطف المسيحيين ولا مبالاة شيعة الفاطميين والسنة السلجوقيين. لم يتعامل جميع مسيحيي الشرق مع الصليبيين: الكنيسة الملكية في إنطاكية والتي كان الأمويون قد سمحوا بعودة بطاركتها وأساقفتها في عهد هشام بن عبد الملك عام 742 بعد شغور دام حوالي قرن وكان مركزها الجديد دمشق، لم تبد أي علاقة مباشرة مع الصليبيين باستثناء مناطق صافيتا ووادي النصارى ذات الغالبية من هذه الكنائس على تخوم إمارة أنطاكية وإمارة طرابلس، يذكر أيضًا أن الكنيسة الملكية كانت أولى الكنائس «المستعربة» من ناحية اللغة الطقسية والثقافة مع حفاظ على شيء من تقليدها اليوناني - الإغريقي؛ الموارنة وقعوا في حرب أهلية أواسط القرن الثاني عشر بين مؤيد للصليبيين سكن الساحل ومعارض لهم سكن الجبال حتى اغتالوا أمير طرابلس عام 1128، ويذكر أن الموارنة قد استفادوا من الحقبة الصليبيبة بتشييد الكنائس بحرية أكبر في أماكن تواجدهم وإدخال قرع الأجراس إيذانًا بالصلاة إذ كان الفاطميون قد منعوا هذه الطقس على المسيحيين. في القدس أعاد الصليبيون ترميم وتوسعة كنيسة القيامة وعدد من الكنائس الهامة كالمهد والبشارة وجبل الزيتون وأسسوا كنيسة مستقلة لا تزال إلى اليوم تتبع الطقس اللاتيني وتعرّف نفسها منذ إعادة تأسيسها أواسط القرن التاسع عشر بالهوية العربية، أما البطريركية الملكية في القدس فقد تضررت من قيام البطريركية اللاتينية، وعادت إليها بعد زوال مملكة بيت المقدس رعاية أغلب الأماكن المقدسة في فلسطين وفق العقائد المسيحية، وهذه البطريركية كالبطريركية الملكية الأخرى في أنطاكية، تبنت اللغة العربية في طقوسها باكرًا، وأعاد البعض ذلك للعهد الأموي ذاته. أما في مصر فقد رفض الأقباط أي نوع من العلاقة مع الوافدين. وهكذا يمكن أن يستخلص أنه مع انقراض المسيحية العربية الصرفة ممثلة بالقبائل، إلا أنه وخلال فترة تتراوح بين خمسة إلى سبعة قرون من التفاعل والتأثير المتبادل مع الحضارة العربية التي جلبها المسلمون وساهم مسيحيون سريانًا وعربًا في بنائها، أخذت كنائس وطوائف مسيحية باعتناق الهوية العربيّة، ممثلة أولاً باللغة العربية في الطقوس والليتورجيا بدرجات متفاوتة وكذلك الحال بالنسبة للمخاطبة اليومية، وكان من بين هذه الكنائس خلال تلك الفترة المبكرة نوعًا ما الملكيون في أنطاكية والقدس والموارنة في جبل لبنان والأقباط في مصر.

## في ظل الدولة العثمانية

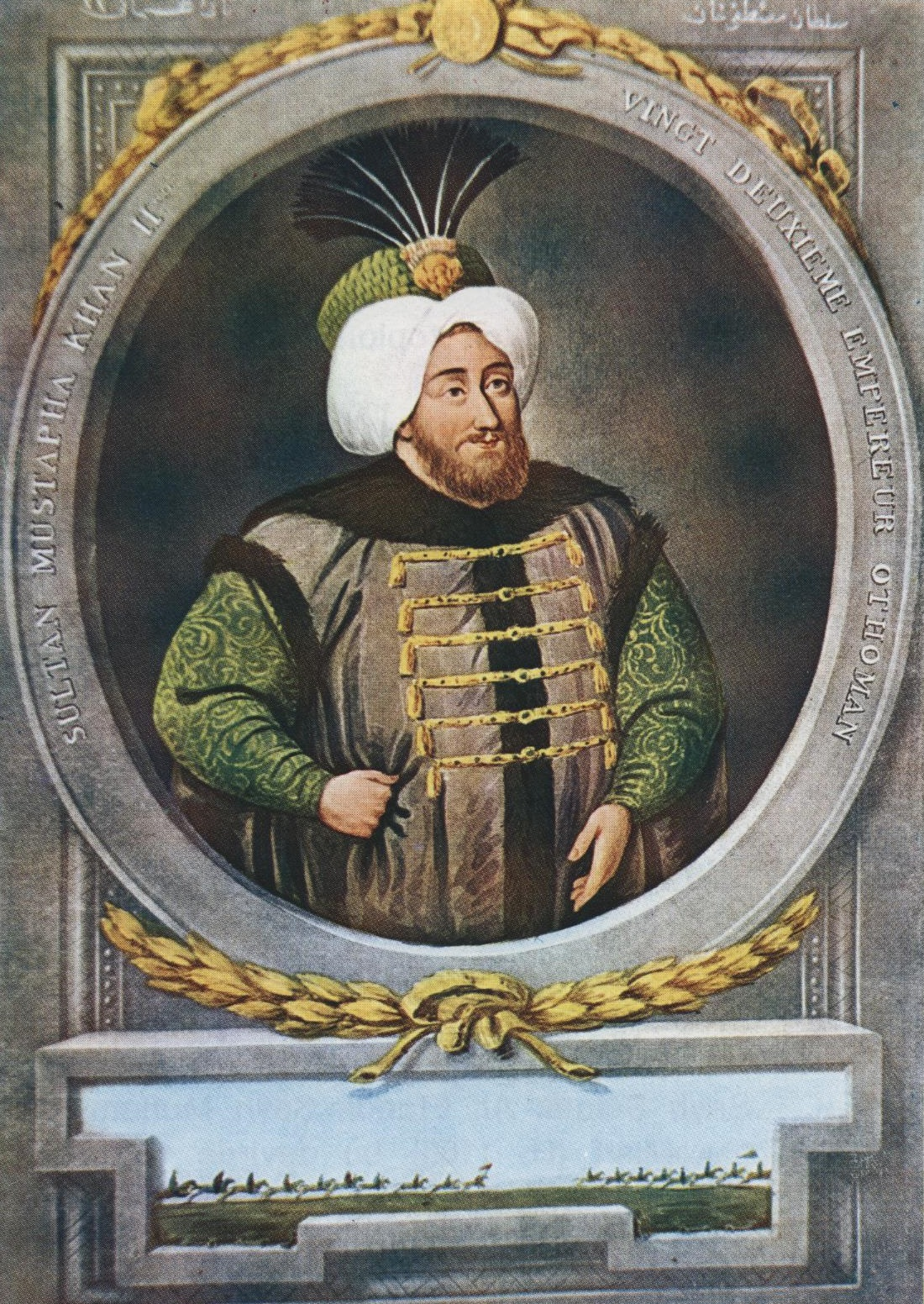
مصطفى الثاني، صاحب مرسوم منع المسيحيين من السير في وسط الطريق، وإلزامهم السير على جانبيه.

ورث العثمانيون عن المماليك حكم بلاد الشام عام 1516 ومصر عام 1517، كان المماليك في المرحلة الثانية من حكمهم قد انتهجوا سياسة معتدلة تجاه المسيحيين من عرب وغير عرب، على عكس ما كان سائدًا في مرحلة تداعي الممالك الصليبية في الشرق من سقوط أنطاكية عام 1268 وحتى سقوط عكا عام 1291. أما نظام الملل العثماني الذي كان موجودًا في الدولة منذ فتح القسطنطينية عام 1453 فهو حسب رأي المستشرق الألماني كارل بروكلمان قد كفل للمسيحيين، بعد تقسيمهم حسب الطوائف إلى ملل، كامل الحرية الدينية والمدنية، خصوصًا مع التعديلات اللاحقة خلال فترات إصلاح الدولة؛ وكان رؤساء الطوائف لا يعتبرون الرؤساء الروحيين فقط لطوائفهم بل الرؤساء المدنيين أيضًا، يُسيرون القضاء وشؤون الإرث وسائر الأحوال الشخصية لأبناء الطائفة وفق الشرائع الخاصة بها، وإن كان ذلك قد نوّه له بعض المؤرخين أنه نقطة سلبية ساهمت في ازدياد «التكتل الطائفي» داخل الدولة.
لعل أحد أبرز التطورات على الصعيد الكنسي خلال العصر العثماني، الخصومة الطائفية بين الكاثوليكية والأرثوذكسية، فمنذ القرن السابع عشر حاولت الكنيسة الكاثوليكية التوصل لصيغ اتفاق مع الكنائس الأرثوذكسية بهدف «إعادة الوحدة المسيحية» وأسست بموافقة السلطنة أعدادًا من الأديرة التابعة للرهبنات الكبرى في بلاد الشام والإسكندرية على وجه الخصوص، وقد أدت هذه البعثات الكنسيّة لا إلى «إعادة الوحدة» بل إلى «خلق» طوائف جديدة عرفت باسم «الطوائف الكاثوليكية الشرقية»، فتأسست بطريركية للملكيين الكاثوليك وأخرى لاتينية في القدس وثالثة للأقباط الكاثوليك ومثلها للكلدان والسريان الكاثوليك والأرمن الكاثوليك. كان لبطريرك الملكيين في إسطنبول وهو يتبع الأرثوذكسية الشرقية حظوة كبيرة في البلاط السلطاني، ولذلك فقد أبى السلاطين في البداية تحت ضغط البطريركية الاعتراف بالطوائف الجديدة، بل إن في مناطق مثل دمشق وحمص وحلب وبيت لحم وبيت جالا تعدى الأرثوذكس على الكنائس المنشقة وسيطروا عليها بالقوة، وفسح ذلك المجال أمام الدول الغربية سيّما فرنسا والنمسا للضغط على السلطان للاعتراف بالطوائف وتثبيت رؤسائها، سيّما كنيسة الملكيين الكاثوليك في أنطاكية لكونها أكبر الكنائس، لكن السلطان لم يصدر أي فرمان ينظم الأوضاع الجديدة، واستمرّ الحال على ما هو عليه بين أخذ ورد سنين طوال حتى عام 1763 خلال عهد مصطفى الثالث حين أصدر شيخ الإسلام فتوى تنصّ على أنّ انتقال المسيحي من مذهب إلى آخر لا يغير من وضعه كأحد أفراد «أهل الذمة الذين تربطهم بالمسلمين العهود والمواثيق» ما دام مسيحيًا، ورغم نص الفتوى فإن السلطان لم يتخذ أي قرار أو فرمان تنفيذي لها واستمرّ الوضع على ما هو عليه حتى 1830 حين قام السلطان محمود الثاني بإصدار فرمان بتعيين «بطريرك مدني» يدير شؤون كاثوليك الدولة عدا الموارنة، وكان قبل هذا الفرمان على أتباع هذه الطوائف الغير معترف بها، العودة في أحوالهم الشخصية بما فيها دفن الموتى، إلى الأساقفة الأرثوذكس وما يرافق ذلك من مضايقات ورفض وابتزاز. الاعتراف الرسمي جاء على خلفية سياسية، ففي 15 أبريل 1834 اعترف الباب العالي بالملة الإنطاكية الملكية الكاثوليكية وتبعها الاعتراف بسائر الملل الأقل عددًا، وتم اللقاء بين السلطان وبطريرك الروم الكاثوليك، الذي انتقل إلى دمشق بعد أن كان محتميًا لدى آل شهاب في لبنان، ويعيد عدد من المؤرخين سبب التثبيت بهدف خلق نوع من الارتياح الشعبي بعد دخول البلاد في طاعة محمد علي باشا. ثم عاد في 7 يناير 1848 وأصدر فرمانًا آخر بمنح البطاركة الكاثوليك حق القضاء المدني لأبناء طوائفهم أسوة بالمعمول لدى الأرثوذكس والموارنة، وبالتالي أنهي دور «البطريرك المدني» الذي ابتدعه محمود الثاني. ولعلّ أكثر المناطق التي احتدمت بها الخصومة هي في فلسطين، ويشهد واقع كنيسة القيامة المقسم إلى قسم أرثوذكسي شرقي برعاية البطريركية الملكية في القدس وقسم أرثوذكسي مشرقي يشرف عليه الأرمن وقسم كاثوليكي يشرف عليه الفرنسيسكان وبطريركية القدس اللاتينية دليلاً ساطعًا على ذلك، يضاف إلى ذلك، أن عائلتين مسلمتين تقومان بحفظ مفاتيح الكنيسة منذ أيام عمر بن الخطاب، ومن غير المعروف سبب ذلك سوى أنه في إطار «التعايش الإسلامي المسيحي»، غير أنها وفرت قسطًا كبيرًا من الجدال حول أحقية الاحتفاظ بالمفاتيح بين مختلف الطوائف.

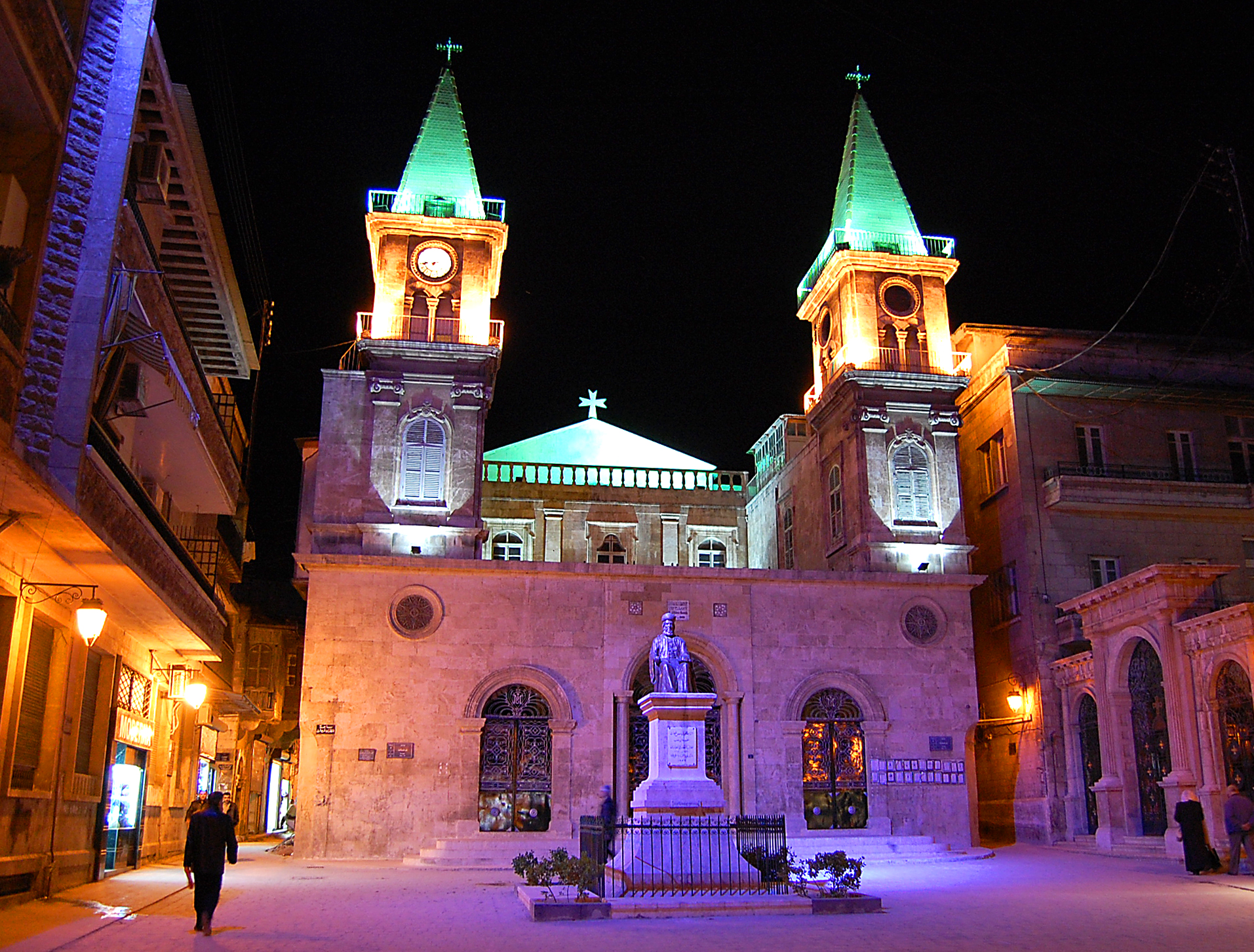
كاتدرائية مار إلياس المارونية في حلب وقد بنيت عام 1876.

هناك قضية أخرى ترتبط بالمسيحيين خلال العهد العثماني وهي قضية الامتيازات الأجنبية للمسيحيين، علمًا أن تطبيقها اقتصر عمليًا على بلاد الشام ولم تشمل مصر والعراق؛ بدأت الامتيازات منذ أواخر عهد سليمان القانوني وبلغت ذورتها في القرنين الثامن عشر والتاسع عشر، وكانت هذه الامتيازات تقدم حقوق التقاضي أمام المحاكم القنصلية الأوروبية وإمكانية استعمال البريد والبرق التابعة للقنصليات مجانًا، والتعلم في مدراس القنصليات أو الهيئات الواقعة تحت حمايتها مجانًا أيضًا أو السفر نحو أوروبا بهدف الهجرة أو الدراسة على نفقة القنصلية والإعفاء من الضرائب في النشاطات التي أعفت الدولة العثمانية مواطني الدولة الموكولة حماية الطائفة المعينة من الضرائب. وكانت أولى الطوائف التي منحت الامتيازات هي الكنيسة المارونية في أبريل 1649، وتلاها حماية فرنسا والنمسا لسائر الطوائف الكاثوليكية والإمبراطورية الروسية للطوائف الأرثوذكسية الشرقية وإنكلترا للإنجليكان والأقليات البروتستانتية.
في القرن التاسع عشر حاول السلاطين العثمانيون تحديث دولتهم لتكون دولة مدنية تضاهي دول أوروبا، وأقروا في سبيل ذلك سلسلة من الفرمانات الهامة أبرزها فيما يتعلق بوضع المسيحيين «الخط الهمايوني» الذي نصّ لأول مرة على تجريم «التعييرات والألفاظ المميزة التي تتضمن تدني صنف عن آخر من صنوف التبعة العثمانية بسبب المذهب» معلنًا «المساواة بين المسلمين وغير المسلمين» وإلغاء الجزية والسماح للمسيحيين التطوع في الجيش وشملهم بالخدمة العكسرية الإلزامية، كما سمح بحرية بناء الكنائس في المناطق المسيحية أو ذات الغالبية المسيحية واحتفظ في المناطق المختلطة بموافقة سلطانية مسبقة. وعندما صدر الدستور العثماني جرّم بدوره التمييز وأكد على معاملة المواطنين معاملة واحدة، قبل ذلك كان يلزم المسيحيين في المدن الكبرى أن يسيروا على جانبي الطريق وليس في وسطه، وألا يسكنوا دورًا مرتفعًا وألا يرتدوا عمائم أو صوف أو جوخ وفق قرار صادر عام 1678، غير أن ذلك لم يعق المسيحيين كثيرًا لتركز غالبيتهم في الريف الخاضع بنسب أقل من المدن لسيطرة السلطة المركزية.

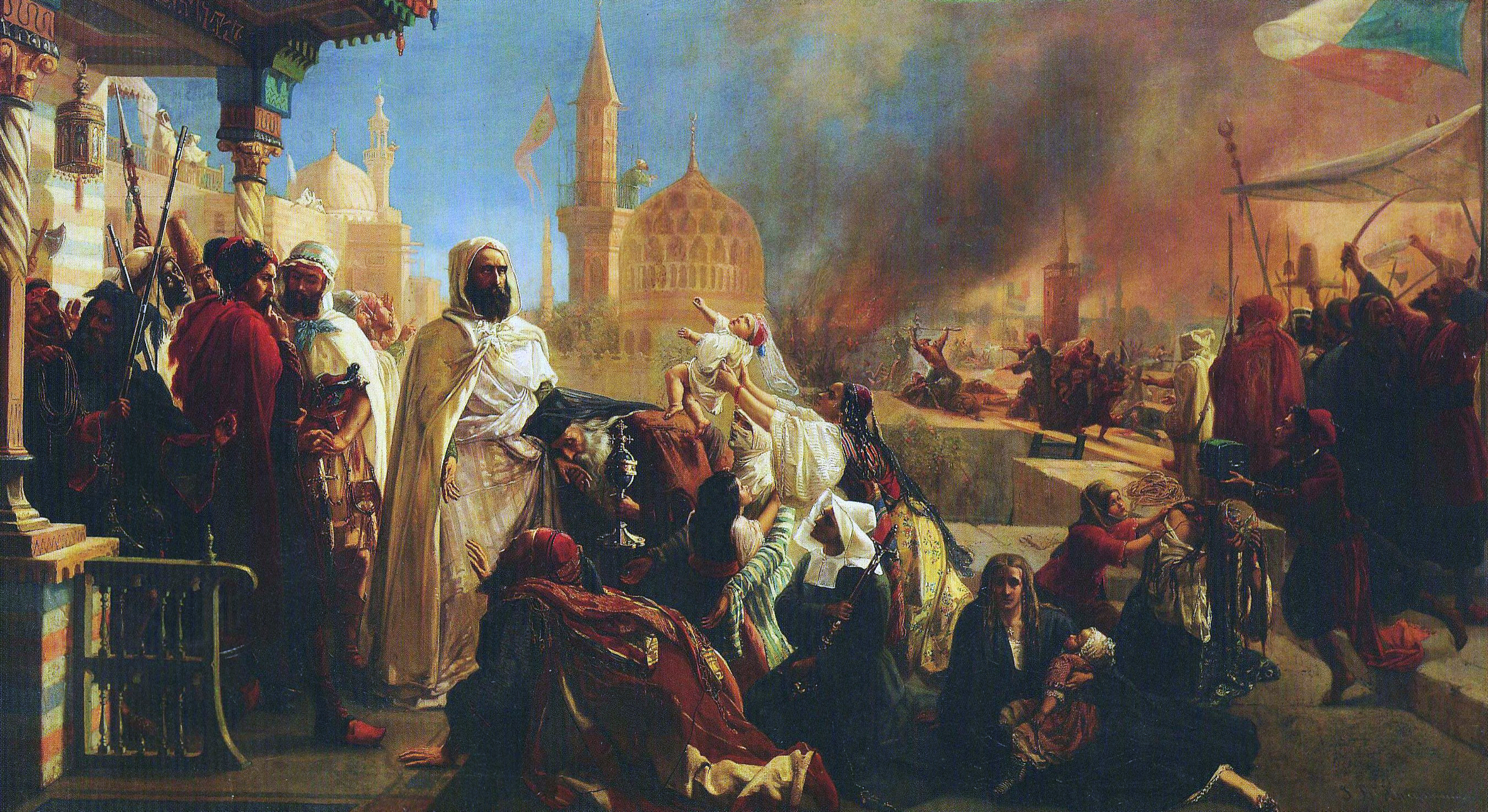
الأمير عبد القادر الجزائري يأوي المسيحيين الدمشقيين في دارته بدمشق أبّان الفتنة الكبرى بين المسيحيين والدروز، والتي هُجّر على أثرها عدد من العائلات.

في عام 1860 وقعت في جبل لبنان «الفتنة الكبرى» وهي المرحلة الثالثة بعد مجازر بحق مسيحيين أقل حجمًا عامي 1840 و1845 ارتكبها دروز، ويقول المؤرخ اللبناني الأب بولس صفير أن التعمق في الفتنة لا يفضي إلى إيجاد سبب مقنع لها، ولذلك ففي رأيه هذه «فتنة مدبرة»، بدأت من جبل لبنان في أبريل 1860 وأقدم خلالها مشايخ دروز على تسليح أبناء طائفتهم عن طريق الوالي العثماني خورشيد باشا الذي دعم الدروز ولم يبد أي فعل خلال المذابح التي شملت 2600 نسمة في دير القمر و1500 نسمة في جزين و1000 في حاصبيا من الروم الأرثوذكس وفي راشيا 800 نسمة، وفي 8 يوليو و9 يوليو وصلت الأحداث إلى دمشق ومدن أصغر حجمًا مثل زحلة واللاذقية بين مسلمين ومسيحيين وبلغ مجمل عدد القتلى 10,000 قتيل من المسيحيين وكانت الخسارة في الأملاك أربعة ملايين جينه إسترليني ذهبي إلى جانب اعتناق قرى بأكملها للإسلام في الجليل الأعلى وصيدا وصور هربًا من الإبادة كما فتحت الأحداث باب الهجرة المسيحية من الشرق. عمومًا يتفق المؤرخون أن السلطان قد راعه ما حدث، وأن تواطئ الوالي العثماني لا يعني بالضرورة تورط الدولة، هذا ما يترجم فعليًا بالإجراءات التي اتخذتها الدولة فقد عيّن السلطان عبد المجيد الأول، فؤاد باشا حاكمًا على الشام مخولاً بصلاحيات استثنائية، لرأب الصدع الذي حصل في المجتمع ولتفادي أي تدخل أوروبي، وقد قاد فؤاد باشا حملة اعتقالات بحق المتورطين بالمذابح ضد المسيحيين، فأعدم رميًا بالرصاص 111 شخصًا، وشنق 57 آخرين، وحكم بالأشغال الشاقة على 325 شخصًا ونفى 145؛ وكان بعض المحكومون من كبار موظفي الدولة في الشام. كما يذكر دور مسلمي لبنان ودمشق برعاية المسيحيين الفارين من المذابح ومساعدتهم، كالأمير عبد القادر الجزائري الذي فتح قلعة دمشق أمامهم، وقد أفضت المجازر إلى ميلاد متصرفية جبل لبنان. وتشكل النظام الحاكم والاجتماعي في متصرفية جبل لبنان من الثنائية المارونية - الدرزية، وسمح الاستقرار الأمني والتعايش الدرزي-الماروني في المتصرفية بتطور الاقتصاد ونظام الحكم.
سمح العثمانيون لليهود والمسيحيين في مصر أن يمارسوا شعائرهم الدينية بحرية تحت حماية الدولة، وفقًا لما تنص عليه الشريعة الإسلامية، وبهذا فإن أهل الكتاب من غير المسلمين كانوا يعتبرون رعايا عثمانيين لكن دون أن يُطبق عليهم قانون الدولة، أي أحكام الشريعة الإسلامية، وفرض العثمانيون، كجميع الدول الإسلامية من قبلهم، الجزية على الرعايا غير المسلمين مقابل إعفائهم من الخدمة في الجيش. كانت الملّة الأرثوذكسية أكبر الملل غير الإسلامية في الدولة العثمانية، وقد انقسم أتباعها إلى عدّة كنائس أبرزها كنيسة الروم، والأرمن، والأقباط، والبلغار، والصرب، والسريان، وكانت هذه الكنائس تُطبق قانون جستنيان في مسائل الأحوال الشخصية. وبحسب مصدر فإن حياة الأقباط تحت الحكم العثماني كانت أفضل من سابقه المملوكي، وكانت الإدارة العثمانية تفضل أقباط مصر في تولي الأمور المالية لخبرتهم. على الرغم من ذلك لم يشكل الأقباط طبقة اقتصادية مزدهرة مقارنةً بالمسيحيين في بلاد الشام أو الطوائف المسيحية الأخرى مثل اليونانيين والأرمن، فغالبية الأقباط كانوا من الطبقة الريفية والصعيدية. وكان المسيحيين في الدولة العثمانية يعتبرون مواطنين من الدرجة الثانية رغم بعض الحريات المحدودة التي أعطيت لهم كحق العبادة، وكانت هناك مضايقات من نوع آخر تتمثل في رفض شهادتهم في المحاكم وحرمانهم من حمل السلاح أو ركوب الخيل، أو أن تكون شرفة البيت مطلة على بيوت المسلمين. وعلى الرغم أن القانون منع إعادة بناء الكنائس إلا أنه كثيراً ما خالف الأقباط هذا الحكم وقاموا ببناء كنائس جديدة داخل مجمعات الأديرة القديمة أو بجوارها، ولم تقم الإدارة العثمانية بالتشدد في القانون، كما كان هدم الكنائس خلال الحقبة العثمانية نادرًا. وفي فترات فقد نعم الأقباط والملكيون «بالصفاء والسلام» في مصر، وكان الحال كسائر أنحاء الدولة من الناحية القانونية، ينظم المسيحيون أحوالهم الشخصية بما يتفق مع الأحكام الروحية للطوائف غير أن تنظيم هذا القانون لدى الأقباط قد تأخر حتى 1718، كما تم إلغاء فرمان سابق صدر عام 1678 ينصّ على وضع مسيحيي مصر حلقتين حديديتين حول رقابهم واليهود لحلقة واحدة لتميزهم مستعيدًا بذلك ما أقره الحاكم بأمر الله سابقًا وهذا ما يفسر بكونه «عنصرية تجاه المسيحيين»، ويجدر بالذكر أيضًا أن الأقباط في المدن الكبرى خلال العهد العثماني أخذوا يتجمعون في أحياء خاصة كما روى الرحالة وفي ذلك إحدى مميزات الشخصية القبطية، واشتهروا بمهن الصاغة والخياطة والنجارة. وفي المجلس الاستشاري الذي عيّنه محمد علي باشا لمساعدته في إدارة شؤون البلاد كانت حصة الأقباط خمسة مقاعد من أصل سبعة عشر، وبعد تأسيس الخديوية المصريّة أسس المجلس الملي العام كهيئة علمانية مساعدة في إدارة شؤون الطائفة، وتولى بطرس غالي رئاسة الوزارة في مصر عام 1908 بعد أن شغل مناصب وزارية لفترات طويلة في السابق، كغيره من أقباط مصر.

## النهضة العربية

شعار جريدة الأهرام.

النهضة الثقافية العربية في القرن التاسع عشر بدأت في أعقاب خروج محمد علي باشا من بلاد الشام عام 1840 وتسارعت وتيرتها أواخر القرن التاسع عشر، وكانت بيروت والقاهرة ودمشق وحلب مراكزها الأساسية، وتمخض عنها تأسيس المدارس والجامعات العربية والمسرح والصحافة العربيين وتجديد أدبي ولغوي وشعري مميز ونشوء حركة سياسية نشطة عرفت باسم «الجمعيات» رافقها ميلاد فكرة القومية العربية والمطالبة بإصلاح الدولة العثمانية ثم بروز فكرة الاستقلال عنها مع تعذر الإصلاح والمطالبة بتأسيس دول حديثة على الطراز الأوروبي؛ كذلك وخلال النهضة تم تأسيس أول مجمع للغة العربية وإدخال المطابع بالحرف العربي، وفي الموسيقى والنحت والتأريخ والعلوم الإنسانية عامة فضلاً عن الاقتصاد وحقوق الإنسان، وملخص الحال أنّ النهضة الثقافية التي قام بها العرب أواخر الحكم العثماني كانت نقلة نوعية لهم نحو حقبة ما بعد الثورة الصناعية، ولا يمكن حصر ميادين النهضة الثقافية العربية في القرن التاسع عشر بهذه التصنيفات فقط إذ إنها امتدت لتشمل أطياف المجتمع وميادينه برمته، ويكاد يعمّ الاتفاق بين المؤرخين على الدور الذي لعبه المسيحيون العرب في هذه النهضة سواءً في جبل لبنان أو مصر أو فلسطين أو سوريا، ودورهم في ازدهارها من خلال المشاركة ليس فقط من الوطن بل في المهجر أيضًا. يذكر على سبيل المثال في الصحافة سليم العنجوري مؤسس «مرآة الشرق» عام 1879 وأمين السعيل مؤسس مجلة الحقوق وجرجس ميخائيل فارس مؤسس «الجريدة المصرية» عام 1888 واسكندر شلهوب مؤسس مجلة السلطنة عام 1897 وسليم تقلا وشقيقه بشارة تقلا مؤسسا جريدة الأهرام، وفي فقه اللغة العربية يذكر إبراهيم اليازجي وناصيف اليازجي وبطرس البستاني. وفي الوقت ذاته دخلت إلى حلب على يد المطران ملاتيوس نعمة المطبعة الأولى بأحرف عربية إلى بلاد الشام واستمرت في الطباعة حتى 1899. من جهة أخرى، ساهم المسيحيون العرب في مقارعة سياسة التتريك التي انتهجتها جمعية الاتحاد والترقي وبرز في حلب على وجه الخصوص المطران جرمانوس فرحات والخوري بطرس التلاوي، وتأسست المدرسة البطريركية في غزير التي خرجت عددًا وافرًا من أعلام العربية في تلك المرحلة، ولعبت الجامعات المسيحية كجامعة القديس يوسف والجامعة الأميركية في بيروت وجامعة الحكمة في بغداد وغيرها دورًا رياديًا في تطوير الحضارة والثقافة العربية. وفي العراق نشط الأب أنستاس ماري الكرملي، وفي الأدب يذكر جبران خليل جبران وميخائيل نعيمة ومي زيادة وأمين الريحاني وشفيق معلوف وإلياس فرحات. وفي السياسة يذكر نجيب العازوري وشكري غانم ويعقوب الصروف وفارس نمر وبطرس غالي في لبنان ومصر. ونظرًا لهذا الدور المسيحي المتزايد في السياسة والثقافة، بدأت الحكومات العثمانية تحوي تباعًا وزراءً من المسيحيين العرب ومنهم آل ملحمة في لبنان. وفي المجال الاقتصادي، برز عدد من العائلات المسيحية ومنهم آل سرسق وآل خازن وآل بسترس في الشام وآل السكاكيني، وآل غالي وآل ثابت في مصر، وهكذا فإن الشرق العربي قاد بمسلميه ومسيحييه نهضة ثقافية وقومية بوجه الاستبداد الذي شكلت ركيزته جمعية الاتحاد والترقي وسياسة التتريك، ورسخت هذه النهضة كما يرى بولس نعمان «المسيحيين العرب كأحد أعمدة المنطقة وليس كأقلية على هامشها».

## العصر الحديث

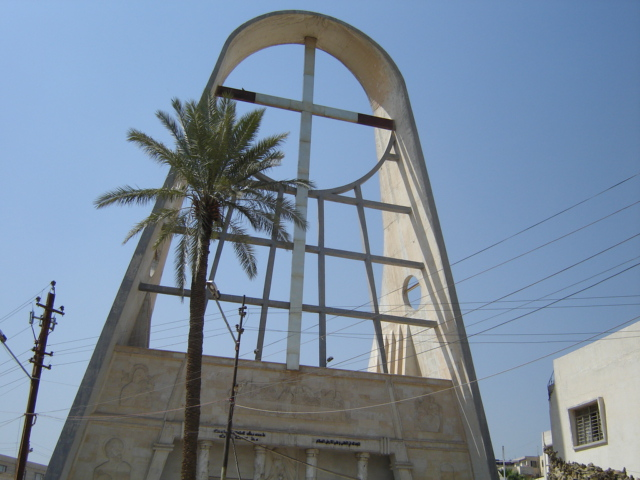
كنيسة سيدة النجاة في بغداد، شهدت الكنيسة مجزرة على يد منظمة دولة العراق الإسلامية التابعة لتنظيم القاعدة في بلاد الرافدين.

تعتبر الهجرة والتهجير إحدى الملمات التي أصابت مسيحيي جنوب بلاد الشام عمومًا، فعلى سبيل المثال في أعقاب حرب 1948 التي أفضت إلى ميلاد إسرائيل، مُسحت عن الوجود قرى مسيحية بأكلمها على يد العصابات الصهيونية وطرد أهلها أو قتلوا، وهكذا فإن كنائس اللد وبيسان وطبرية داخل إسرائيل حاليًا إما دمرت أو أغلقت بسبب عدم بقاء أي وجود لمسيحيين في هذه المناطق، يضاف إلى ذلك وضع خاص للقدس فأغلبية القدس الغربية كانت من مسيحيين قامت العصابات الصهيونية بمسح أحيائها وتهجير سكانها وإنشاء أحياء سكنية يهودية فيها لتشكيل «القدس الغربية اليهودية» وهكذا فكما يقول المؤرخ الفلسطيني سامي هداوي أن نسبة تهجير العرب من القدس بلغت 37% بين المسيحيين مقابل 17% بين المسلمين.
رُسخ دور المسيحيين اللبنانيين في أعقاب ميلاد متصرفية جبل لبنان عام 1861، التي كانت ممهدة الطريق نحو ميلاد «دولة لبنان الكبير» عام 1920 بعد جهود حثيثة لنيل الاستقلال بذلتها مختلف الأطراف اللبنانية وعلى رأسهم البطريرك إلياس بطرس الحويك الذي ترأس الوفد اللبناني إلى مؤتمر الصلح ورفض أي نوع من الفيدرالية مع سوريا. نالت الجمهورية اللبنانية استقلالها عام 1943 وولد مع الاستقلال «الميثاق الوطني اللبناني» الذي نصّ على كون رئيس الجمهورية مارونيًا ورئيس الوزارة سنيًا ورئيس مجلس النوّاب شيعيًا، كذلك فقد وزعت المقاعد الوزارية مناصفة بين المسيحيين والمسلمين وسائر وظائف الفئة الأولى الإدارية والأمنية والعكسرية، ولذلك فإن لبنان لا يعتبر الدولة الوحيدة في الوطن العربي التي يرأسها مسيحي، بل الدولة الوحيدة أيضًا التي يلعب فيها المسيحيون دورًا فاعلاً وأساسيًا في الحياة العامة؛ وخلال الفترة الممتدة بين 1943 و1975 شهد لبنان ازدهارًا اقتصاديًا واجتماعيًا وثقافيًا غير مسبوق حتى دعي «سويسرا الشرق» وما عاق هذا التقدم هو اندلاع الحرب الأهلية اللبنانية على أسس مذهبية في 13 أبريل 1975. استمرّت الحرب اللبنانية خمسة عشر عامًا، ولم تعد حرب لبنانيين بقدر ما كانت حرب آخرين على أرض لبنان، فمن المعلوم على سبيل المثال أن الحرب بين عامي 1988 و1990 والتي كان قطبيها سليم الحص وميشال عون كانت فعليًا حربًا بين النظامين السوري والعراقي، فبينما دعم السوريون بواسطة الجيش السوري حكومة الحص زوّد صدام حسين بقايا الجيش اللبناني مع ميشال عون بالمال والسلاح. في 1990 تم التوصل لاتفاق الطائف الذي أنهى الحرب الأهلية محافظًا على المناصفة بين المسيحيين والمسلمين وحافظ أيضًا على توزيع الرئاسات الثلاث ونقل جزء من صلاحيات رئيس الجمهورية إلى مجلس الوزراء مجتمعًا، محولاً بذلك البلاد من النظام نصف الرئاسي إلى النظام البرلماني.

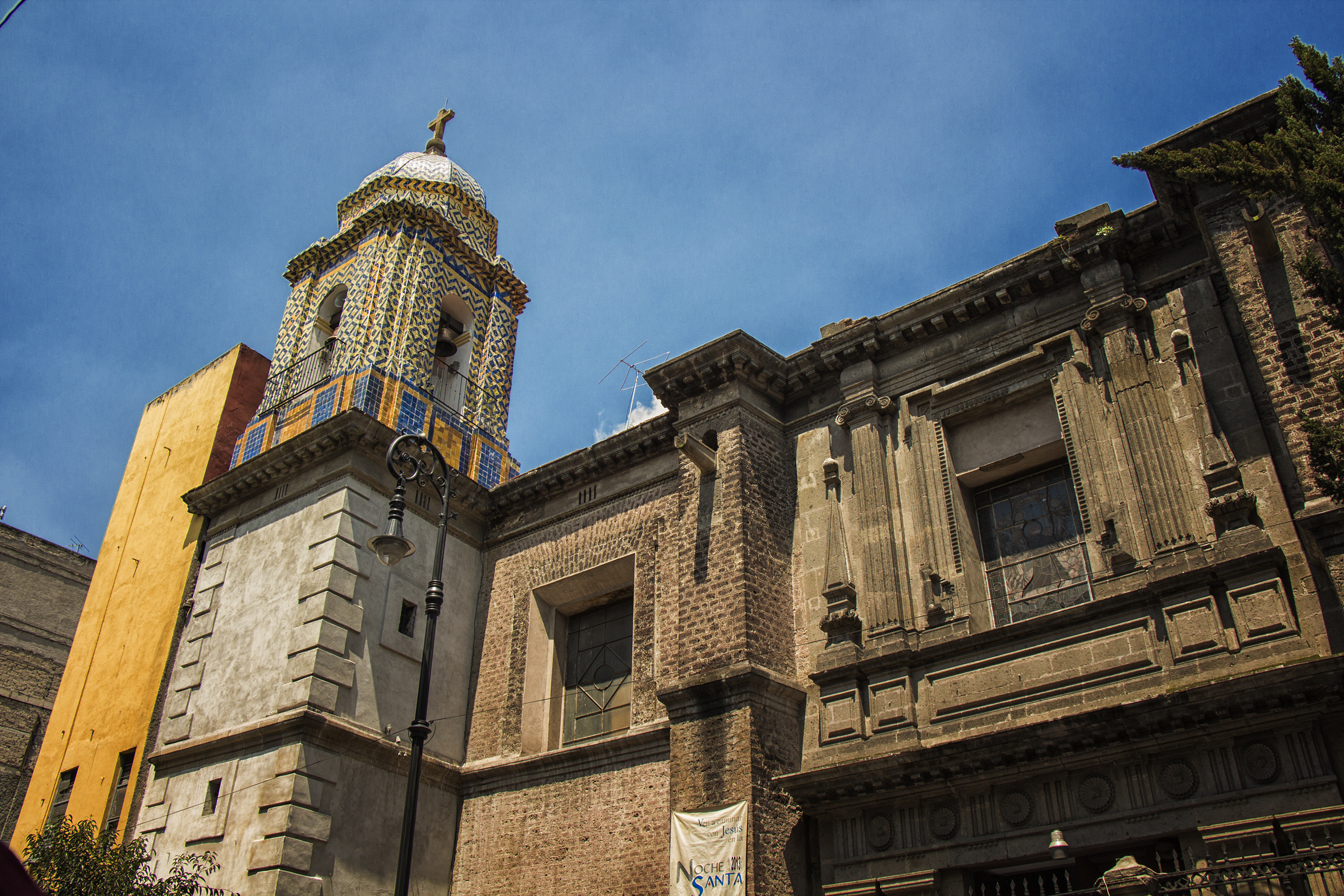
الكاتدرائية المارونيّة الأنطاكية في مكسيكو سيتي، تضم أمريكا اللاتينية مجتمعات مسيحيّة شرقيّة بارزة ومندمجة بشكل جيد، ويبرزون في مجال الأعمال التجاريّة، التجارة، الخدمات المصرفية، الصناعة، والسياسة.

تسارعت وتيرة هجرة وتهجير مسيحيين العراق بشكل كبير في أعقاب غزو العراق عام 2003 وما رافقه من انتشار لمنظمات متطرفة شيعية وسنيّة. على سبيل المثال ومع بداية صوم العذراء في 1 أغسطس/آب 2004 تعرضت خمس كنائس للتفجير سويّة، مسلسل تفجير الكنائس لم يتوقف بل استمر وتطور بحيث شمل محلات بيع المشروبات الكحولية والموسيقى والأزياء وصالونات التجميل، وذلك بهدف إغلاق أمثال هذه المحلات، كذلك تعرضت النساء المسيحيات إلى التهديد إذا لم يقمن بتغطية رؤوسهن على الطريقة الإسلامية، وحدثت عمليات اغتيالٍ لعدد من المسيحيين بشكل عشوائي. أصيبت المسيحية السوريّة بدورها بالهجرة خاصًة عقب الأزمة السورية من نتائج تصاعد التطرف الديني وما رافقه من خطابات وعمليات طائفية وسيطرة الدولة الإسلامية في العراق والشام على مناطق ذات كثافة مسيحية، ما أدّى تزايد الهجرة بشكل متسارع.
ملايين من المسيحيين العرب يعيشون في أوروبا وأمريكا الشمالية والجنوبية وأستراليا وبعض الدول الأفريقية الأخرى. فُتحت باب الهجرة مع الامتيازات القنصلية للمسيحيين وهي في تلك المرحلة كانت هجرة بمعدلات طبيعية، لكنها تعمقت وتسارعت وتيرتها في أعقاب منتصف القرن التاسع عشر في بلاد الشام، تحديدًا في أعقاب مجازر 1860. ثلاثة أسباب يمكن وضعها ركائز رئيسية لأسباب هجرة المسيحيين، الأول ممثلة بالعامل الاقتصادي وتدهور الحالة المعيشية كما حصل خلال الحرب العالمية الأولى في جبل لبنان وهو بكل الأحوال يفتح مجالاً لهجرة عامة غير أنها أعلى في أوساط المسيحيين، العامل الثاني يتمثل «بالتفريق في المعاملة» بين المسيحيين وسواهم والثالث هو تصاعد الحركات الأصولية الإسلامية كما حصل أواخر السبعينات وأوائل الثمانينات في مصر وسوريا، وبعد غزو العراق عام 2003. لا يزال المسيحيون العرب يحتفظون بالطقوس الشرقية كاملة، وتنظم شؤونهم الكنيسة ما يُعرف في الكنائس الشرقية عامة باسم «أبرشيات المغترب»، لعب المسيحيون العرب في المهجر دورًا بارزًا في النهضة العربية تمثل على سبيل المثال لا الحصر في الرابطة القلمية في نيويورك، وكذلك الحال فقد ساهموا في بناء مجتمعاتهم الجديدة واستنادًا إلى كريسشان ساينس مونيتور يعتبر المسيحيون العرب في المهجر «اغنياء ومتعلمون وذوي نفوذ». كذلك فتحويلات مسيحيين المهجر لأفراد أسرهم في الوطن العربي تصل أحيانًا حوالي 8.4 مليار دولار وتمثل نسبة عالية من الاقتصاد لدول عربية مختلفة.